# Olympique (football)
Vous lisez un « article de qualité » labellisé en 2017.
Ne doit pas être confondu avec Olympique (rugby à XV, 1895) ou Olympique (rugby à XV, 1897).
Pour les articles homonymes, voir Olympique.
Maillots
L'Olympique est un club de football français, fondé en 1908 et disparu en 1926 après avoir fusionné avec le Red Star Club. Il était d'abord situé à Pantin avant de déménager à Paris.
Le club est issu de la fusion de deux clubs, l'Étoile sportive parisienne et la Société athlétique de Pantin. Alors établi à Pantin, commune limitrophe de Paris, le club est parfois appelé Olympique de Pantin. Il fusionne avec le Sporting Club de Vaugirard en 1918 et s'installe à Paris au stade Bergeyre, récemment construit dans le 19e arrondissement. Il est alors parfois appelé Olympique de Paris. Néanmoins, le nom du club a toujours été simplement Olympique.
L'Olympique s'affilie à la Ligue de football association en 1911, ce qui lui permet de prendre de l'importance dans le paysage du football parisien. Il remporte ses premiers titres au cours de la Première Guerre mondiale, avec trois Challenges de la Renommée et surtout la toute première Coupe de France, alors appelée Coupe Charles-Simon, en 1918.
Au sortir de la guerre, l'installation du club au stade Bergeyre accroit son assise parmi les meilleurs clubs parisiens. Entre 1919 et 1924, l'Olympique se partage avec le Red Star Club presque toutes les compétitions organisées par la jeune Ligue parisienne de football association. De cette mainmise naît une forte rivalité entre les deux clubs, alimentée par une concurrence géographique pour l'attraction des supporters dans les secteurs du Nord et de l'Est de la capitale, ponctuée par un affrontement mémorable en finale de la Coupe de France 1920-1921.
L'Olympique, club français le plus titré sur la période 1914-1924 et possédant de nombreux joueurs internationaux, est exproprié de son stade en 1926 en pleine crise du logement à Paris. Privé de stade, l'Olympique fusionne dans la foulée à la surprise générale avec son rival du Red Star Club, et lui lègue ses couleurs, le vert, ainsi que son nom, le Red Star prenant le nom de Red Star Olympique jusqu'en 1967.

## Historique

### Genèse de l'Olympique (1908-1911)

Localisation de la ville de Pantin.

D'après le Dictionnaire historique des clubs de football français, l'Olympique aurait été fondé en 1895 à Paris dans le 10e arrondissement, dans un café situé à l'angle de la rue du Faubourg-Saint-Martin et du boulevard de Magenta, de la fusion de deux clubs, l'Étoile parisienne et la Société athlétique de Pantin, le club s'installant alors à Pantin, commune limitrophe dans la banlieue nord-est de Paris. Il s'agit toutefois d'une erreur, née d'une confusion avec un autre club appelé Olympique, dissident du Racing Club de France et surtout connu pour sa section de rugby, qui a bel et bien été fondé en 1895. Cet Olympique engage une équipe de football en seconde série du championnat de Paris de l'Union des sociétés françaises de sports athlétiques (USFSA) pour la saison 1896-1897. Comme le souligne Georges Duhamel dans son ouvrage Le Football français : ses débuts, qui traite du football parisien avec exhaustivité sur la période 1892-1897, cet Olympique n'est « en rien l'Olympique du stade Bergeyre »,.
L'Olympique a en réalité été fondé en 1908 par la fusion de la Société athlétique de Pantin et de l'Étoile sportive parisienne (et non l'Étoile parisienne). Le club démarre en deuxième série du championnat de Paris de l'USFSA lors de la saison 1908-1909, prenant la place qu’y occupait la SA Pantin la saison précédente. Les dates de fondation de ces deux clubs sont incertaines. L'ES parisienne démarre en quatrième série lors de la saison 1902-1903, tandis que la SA Pantin apparaît directement en troisième série lors de la saison 1904-1905,. Les deux clubs n'ont jamais atteint la première série, mais ont tous les deux joué en deuxième série, de 1904 à 1907 pour l'ES parisienne et de 1905 à 1908 pour la SA Pantin. Lors de la fusion en 1908, l'ES parisienne est redescendue en troisième série.
L'Olympique joue pendant trois saisons en deuxième série entre 1908 et 1911, sans parvenir à monter en première série,,. Alors qu'il ne fait pas partie de l'élite sportive parisienne, le club se retrouve néanmoins sur le devant de la scène grâce à la scission opérée en 1910 par cinq clubs de région parisienne qui se détachent de l'USFSA pour former la Ligue de football association (LFA), première fédération française entièrement consacrée au football,. La LFA, composée majoritairement de clubs de seconde zone, rencontre pourtant un franc succès dès sa création et de nombreux clubs déçus de la gestion du football dans leur fédération la rejoignent. L'Olympique suit ce mouvement, quittant l'USFSA à la fin de la saison 1910-1911 pour s'affilier à la LFA, affiliation entérinée lors de l'assemblée générale du 10 juin 1911. Vingt-cinq clubs sont affiliés pour la saison 1911-1912, répartis en deux séries de huit et dix-sept clubs. L'Olympique est alors directement propulsé en première série d'un championnat tout aussi médiatisé que celui de l'USFSA.

### Succès dans les compétitions de la LFA et en Coupe de France (1911-1918)
L'Olympique participe à la première série du championnat de la Ligue de football association entre les saisons 1911-1912 et 1913-1914. Son premier match a lieu le 5 novembre 1911 et se solde par une victoire sept buts à un face à l'Étoile sportive du XIIIe,. L'Olympique ne joue pas les premiers rôles dans ce championnat, ni sur les terrains, ni en dehors. La prédominance reste en effet l'apanage du Red Star Amical Club et du Cercle athlétique de Paris, deux des principaux clubs fondateurs de la LFA, régulièrement en tête du championnat et dont les membres occupent les fonctions de dirigeants les plus importantes au sein de la Ligue. Sur la période 1911-1914, un seul membre de l'Olympique, L. Berson, siège à la LFA, en tant que simple membre du comité, tandis que le club termine systématiquement en milieu de classement,,. Le club prend néanmoins de l'importance, passant d'une soixantaine de membres à environ cent soixante, et engageant jusqu'à huit équipes en compétitions au lieu de trois.
Il faut attendre le déclenchement de la Première Guerre mondiale pour voir l'Olympique remporter des titres. La LFA arrête son championnat durant le conflit, mais organise à la place un Challenge de la Renommée, offert par le journal L'Intransigeant et ouvert à tous les clubs de la LFA sous réserve d'inscription. Alors que le Red Star AC et le CA Paris sont présentés comme les deux grands rivaux, l'Olympique s'adjuge trois fois de suite le Challenge entre 1915 et 1917. Sa victoire en 1916 lui permet de se qualifier pour la Coupe de France, une épreuve organisée par le Comité français interfédéral (CFI) sur le modèle du Trophée de France. Le club remporte la Coupe, considérée dans la presse comme un « championnat de France de guerre », l'Olympique étant affublé du titre officieux de « champion de France »,,.

Photographies de l'Olympique entre 1911 et 1918
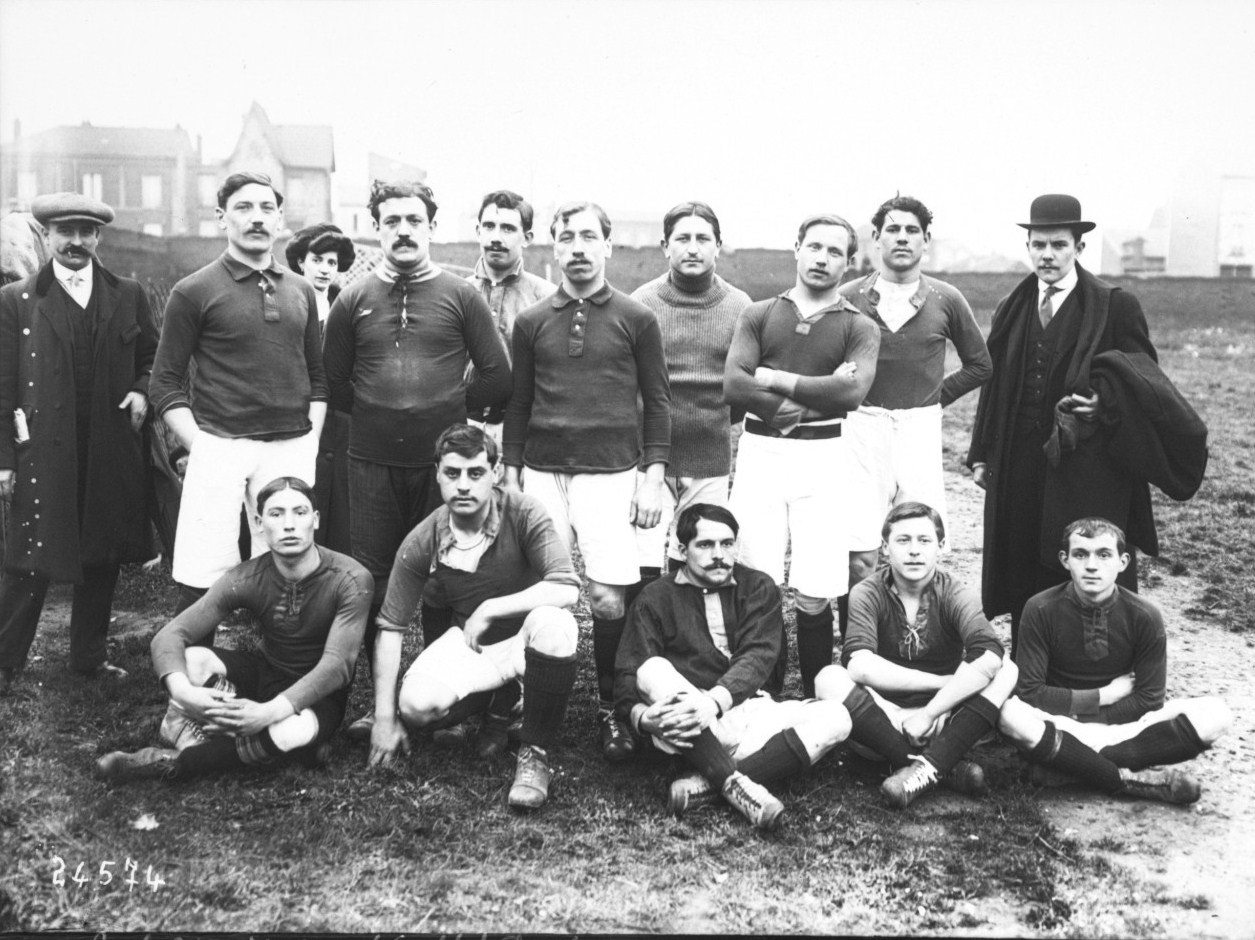
L'Olympique le 17 novembre 1912.
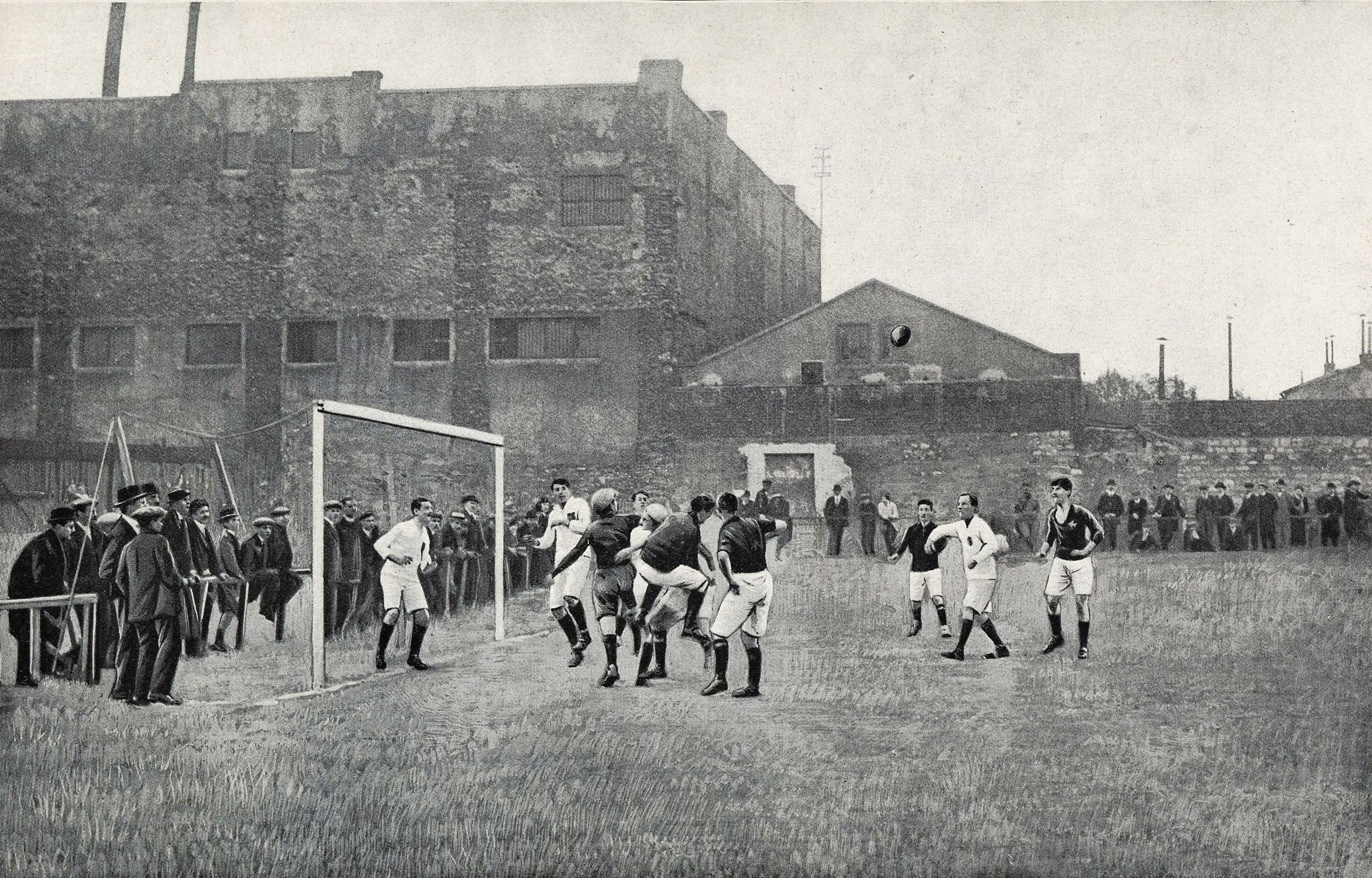
Action de jeu lors de la finale du Trophée de France le 14 mai 1916.
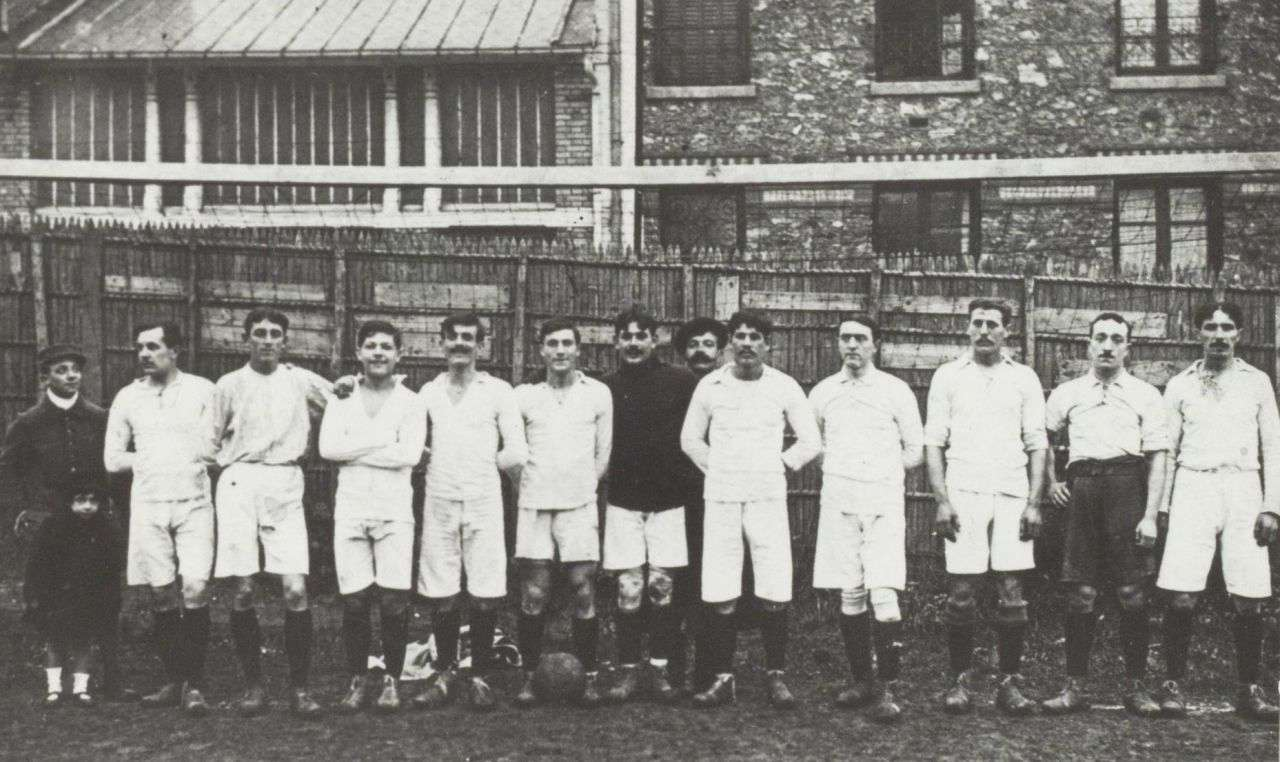
L'Olympique le 4 novembre 1917 avant son 16e finale de la Coupe de France 1917-1918.
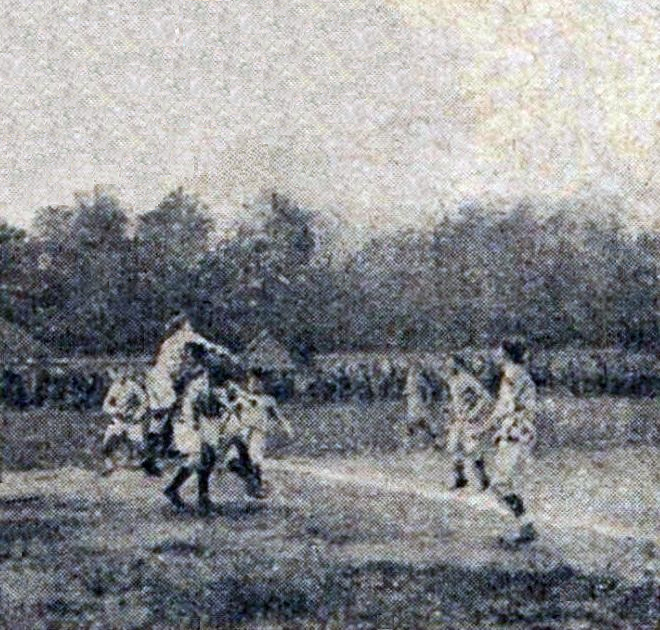
Finale de la Coupe de France 1917-1918.

La saison 1917-1918 voit l'apparition d'une nouvelle compétition organisée par le CFI, la Coupe Charles Simon, qui prend rapidement le nom de « Coupe de France ». L’événement est important. En pleine Union sacrée, une compétition est ouverte pour la première fois aux clubs de toutes les fédérations et de toute la France. L'Olympique parvient en finale de cette première édition contre le Football Club de Lyon, le principal club de l'agglomération lyonnaise. Le match a lieu le 5 mai 1918 au stade de la rue Olivier-de-Serres à Paris. Le poids de l'Histoire rattrape le FC Lyon. Son gardien, l'Uruguayen Carlos Mutti, engagé volontaire dans la Légion étrangère, reçoit son ordre de départ au front un mois avant la finale. Les Lyonnais sont contraints de jouer avec leur avant Paul Weber dans les buts. De son côté, l'Olympique aligne quatre Belges, dont des soldats provisoirement affectés dans des régiments basés à Paris. Le gardien belge de l'Olympique, René Decoux, se fait expulser par l'arbitre après avoir asséné un crochet du droit au Lyonnais André Weber à la suite d'une charge jugée trop violente. Mais alors que le score est de zéro à zéro, le capitaine du FC Lyon, Roger Ébrard, ne voulant pas d'une finale au rabais, demande la réintégration de son adversaire. C'est le tournant du match. L'Olympique marque trois fois, un doublet d'Émile Fiévet, à la réception de deux centres de Jules Devaquez, et un but sur contre-attaque de Louis Darques. À la fin du match, le trophée est solennellement remis à Gabriel Balestra, le président de l'Olympique,,,,.

### L'Olympique s'impose comme un grand club parisien (1918-1925)

#### Champion de Paris et double finaliste de la Coupe de France (1918-1921)
À la suite de son succès en Coupe de France, le destin de l'Olympique se lie à celui du stade Bergeyre. Cette enceinte est la propriété du Sporting Club de Vaugirard, un club parisien important qui est surtout réputé pour sa section de rugby. Grâce au mécénat de son président, Gaston Sigrand, patron d’une grande chaine de magasins de confection, le stade est construit entre 1914 et 1918 sur une butte à côté du parc des Buttes-Chaumont dans le 19e arrondissement de Paris. L’inauguration a lieu le 18 août 1918,. Dans le même temps, l'Olympique absorbe le SC Vaugirard et emménage au stade Bergeyre. Cette union permet de métamorphoser l'Olympique en un grand club omnisports, à la mesure du Racing Club de France ou du Stade français. L'Olympique adopte de plus la couleur du Sporting Club de Vaugirard, le vert,,.
L'Olympique arrive une nouvelle fois en finale de la Coupe de France lors de l'édition 1918-1919. Pour la dernière Coupe organisée par le Comité français interfédéral, avant que la toute nouvelle Fédération française de football association (FFFA) ne prenne la main, les Olympiens sont opposés au Club athlétique de la Société générale, le club le plus titré des compétitions de guerre. L'Olympique, qui joue avec plusieurs remplaçants, s'incline face aux banquiers par trois buts à deux dans les dernières minutes de la prolongation,,,.

Photographies de l'Olympique lors des saisons 1918-1919 et 1919-1920
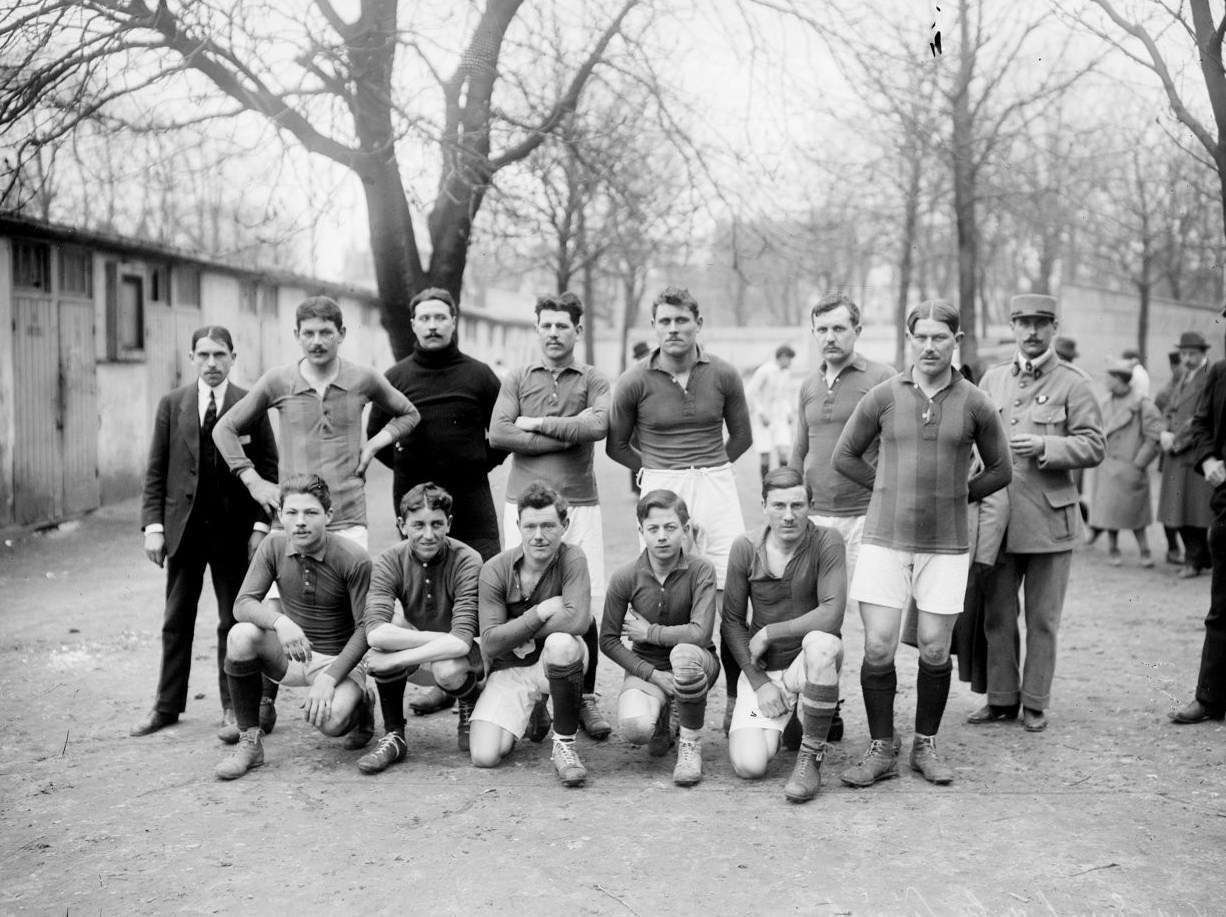
L'Olympique le 6 avril 1919 avant la finale de la Coupe de France 1918-1919.
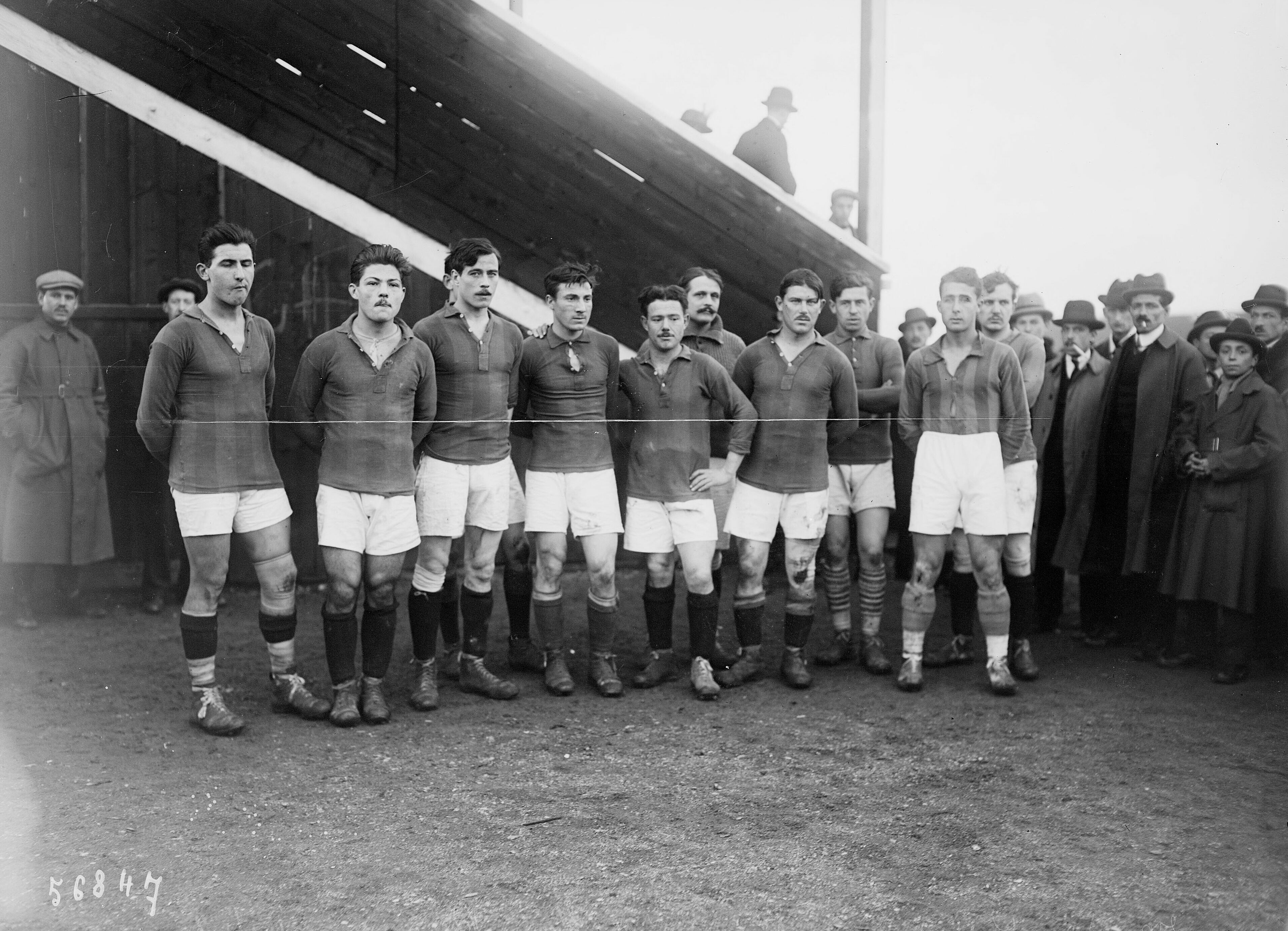
L'Olympique le 9 novembre 1919.
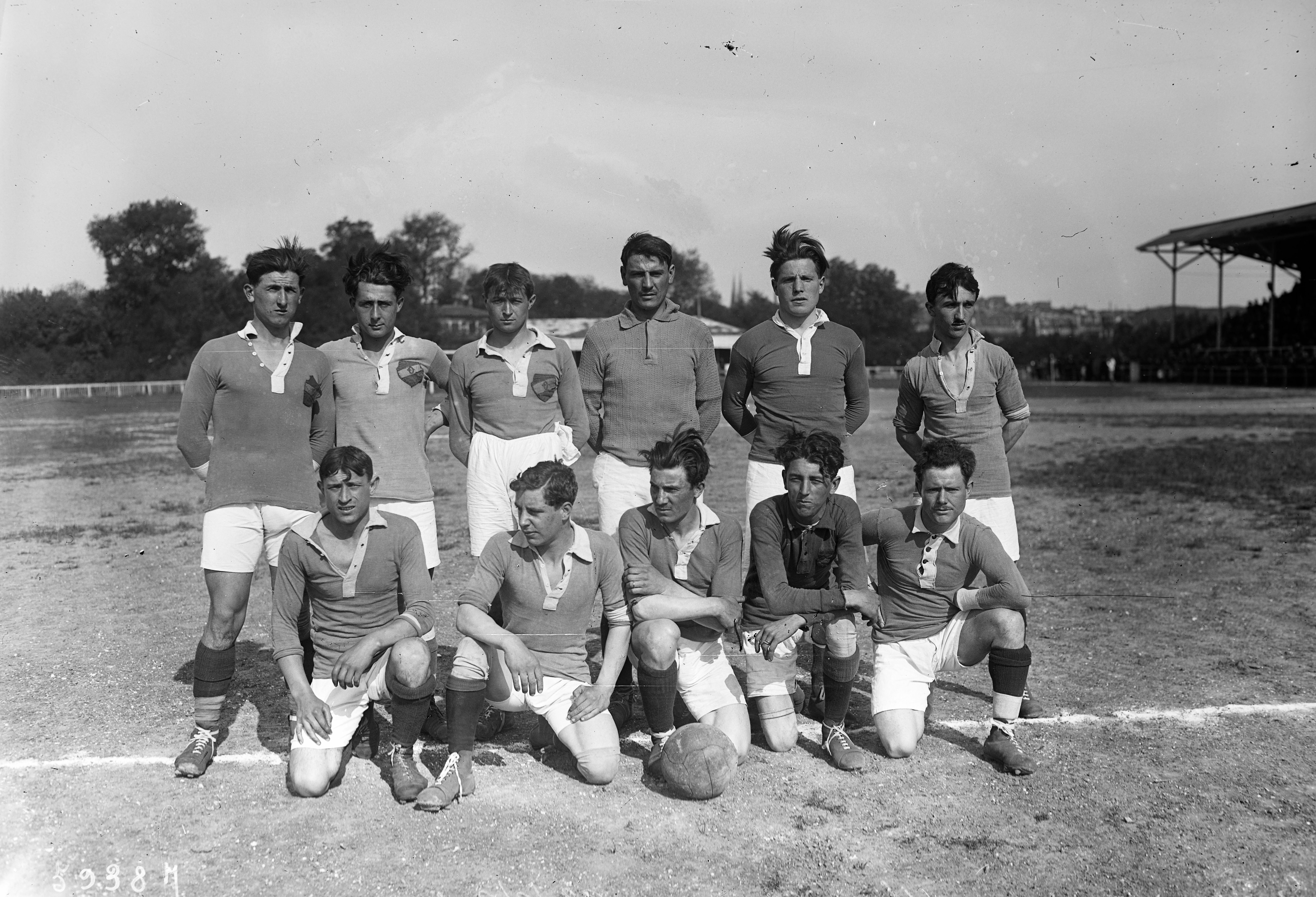
L'Olympique le 23 mai 1920.

Cinq mois après la création de la FFFA, le football parisien repart pour la saison 1919-1920 sous l'égide de la Ligue parisienne de football association (LPFA). Pour ne favoriser aucun club venant de l'Union des sociétés françaises de sports athlétiques (USFSA), de la Fédération gymnastique et sportive des patronages de France (FGSPF), de la Ligue de football association (LFA) ou de la Fédération cycliste et athlétique de France (FCAF), la Ligue parisienne décide d'organiser un « championnat d'attente », en mélangeant les clubs venant de chaque fédération et en formant deux groupes de dix équipes. Pour la première journée, disputée le 28 septembre 1919, la rencontre la plus attendue met aux prises au stade Bergeyre l'Olympique, ancien de la Ligue, au Racing Club de France, ancien de l'Union. Le Racing, futur vainqueur du groupe, l'emporte par deux buts à zéro sous une pluie battante sur un Olympique diminué par l'absence de trois équipiers,,. En Coupe de France, l'Olympique est éliminé par l'Olympique lillois au stade des huitièmes de finale. Le match est un fiasco. Le terrain du stade Bergeyre n'est qu'un « lac de vase », sur lequel se sont affrontés deux semaines auparavant le Racing et l'Olympique en rugby. Mise au courant de la situation, la Fédération maintient pourtant le match, mais peu avant le coup d'envoi, alors que le public est déjà arrivé, il est décidé de déplacer la rencontre au stade de la rue Olivier-de-Serres, à l'autre bout de Paris, où le terrain est tracé à la hâte. La faute, jugée assez grave, vaudra des sanctions au secrétaire administratif de la Fédération,.

Photographies de l'Olympique lors de la saison 1920-1921
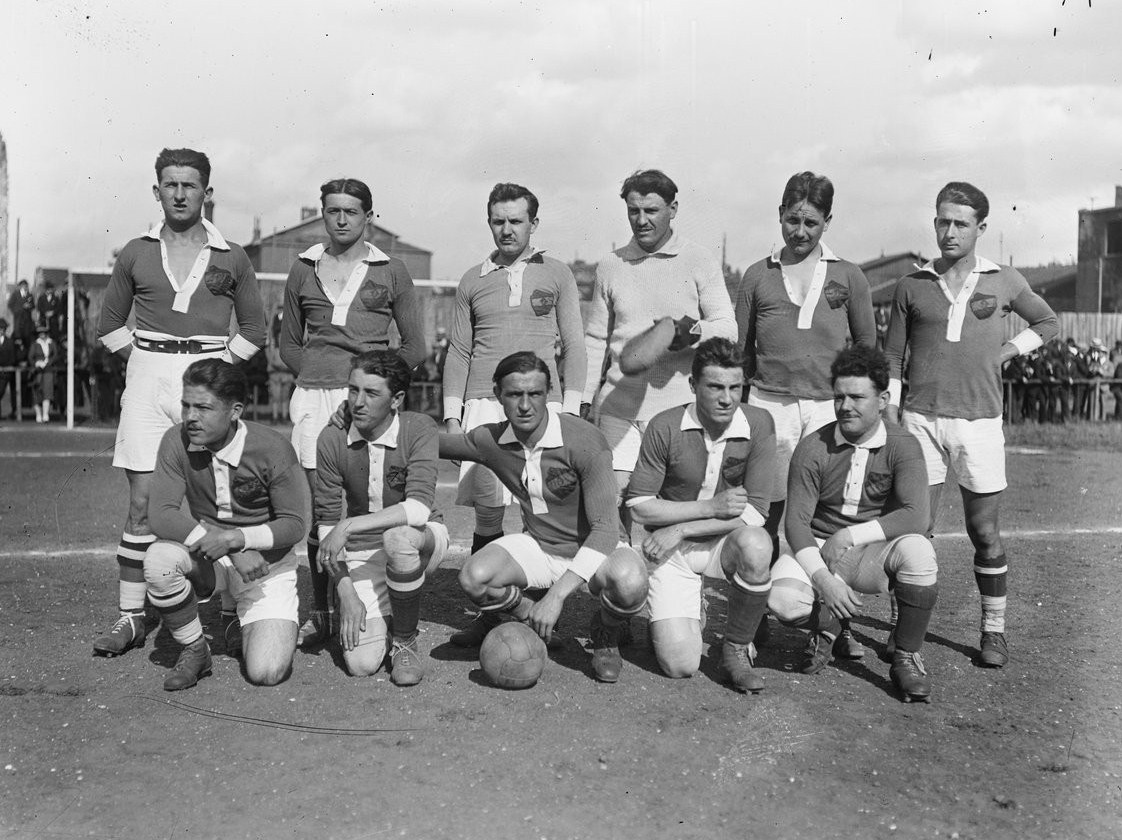
L'Olympique le 19 septembre 1920.
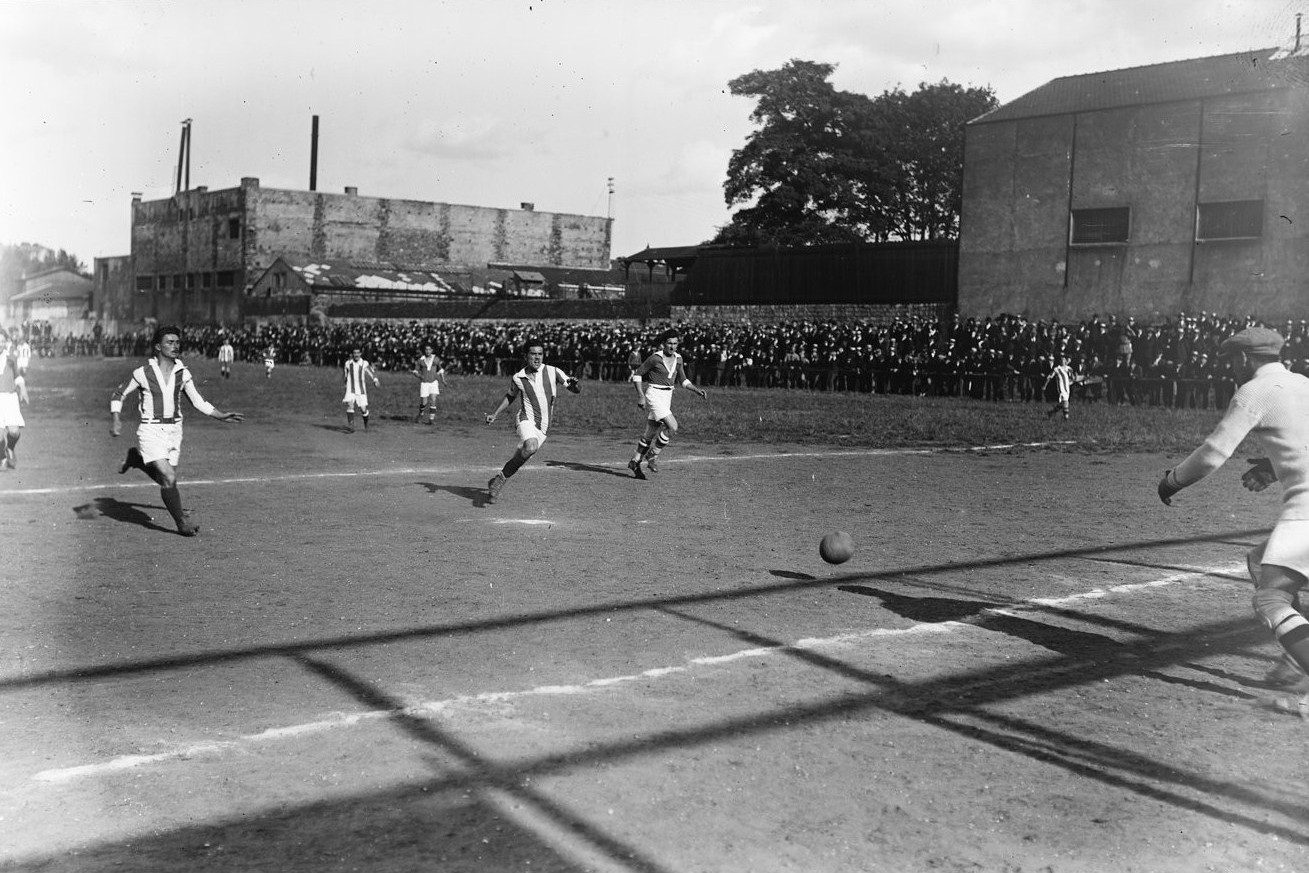
Action de jeu lors d'un match Olympique contre Red Star Club le 19 septembre 1920.
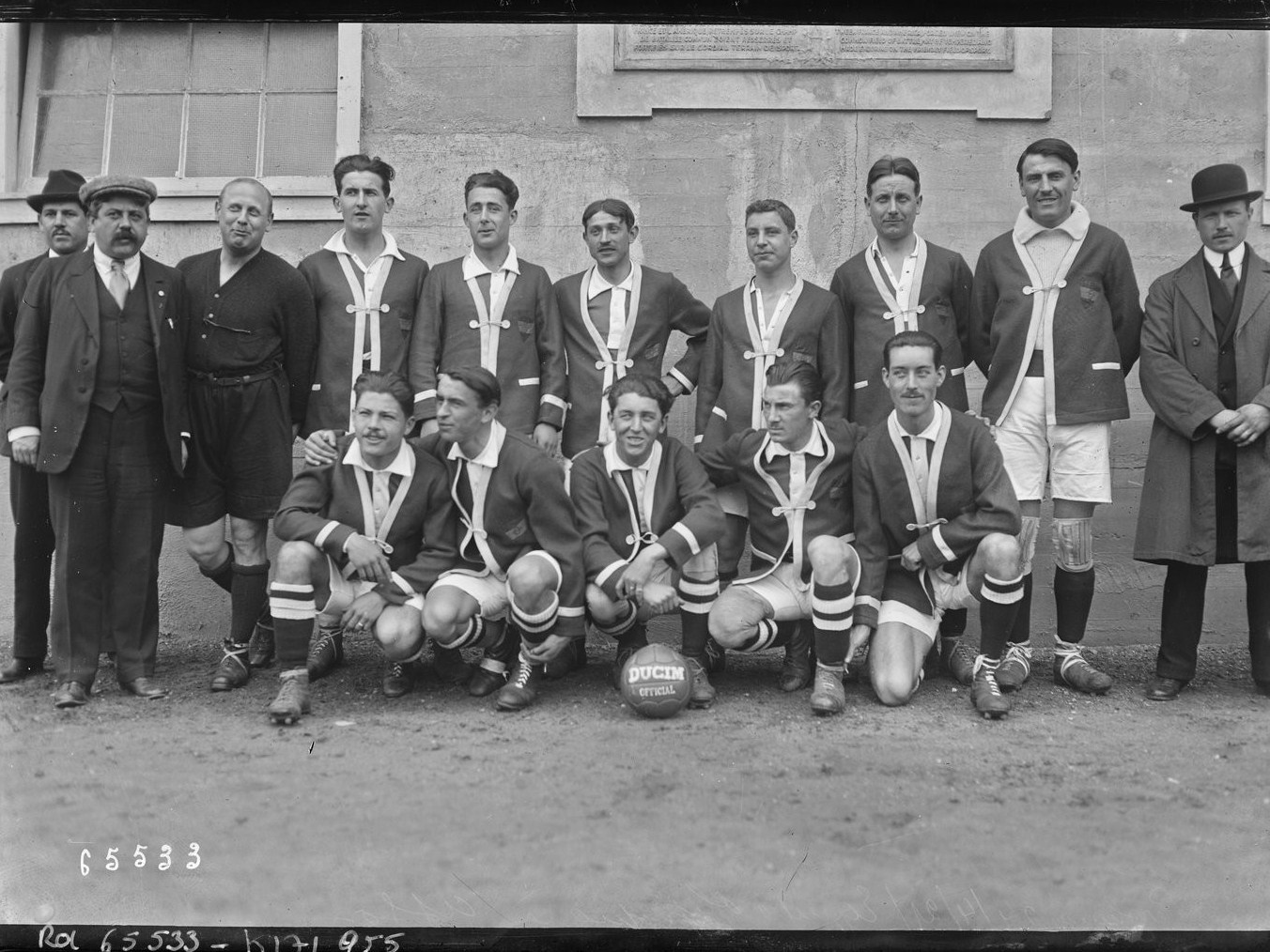
L'Olympique le 24 avril 1921 avant la finale de la Coupe de France 1920-1921.

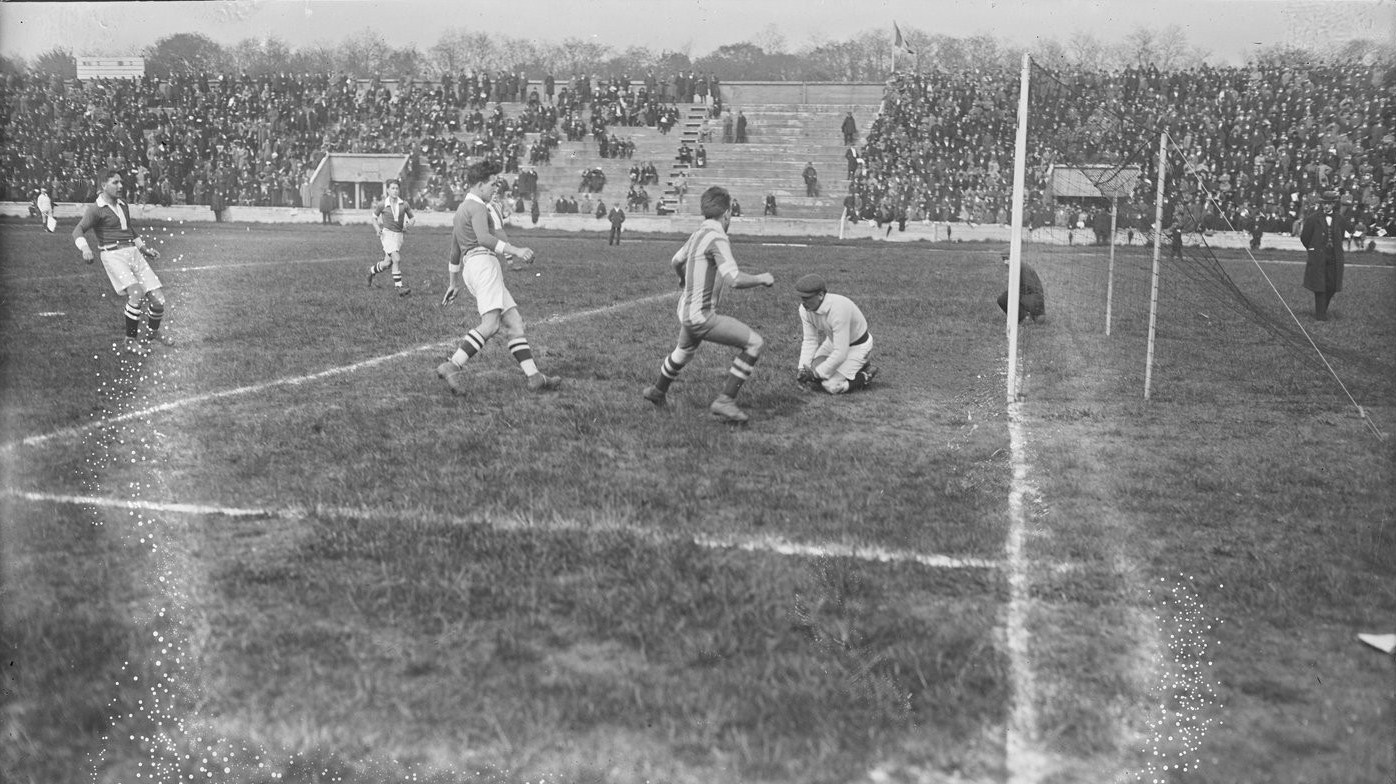
Action de jeu lors de la finale de la Coupe de France 1920-1921.
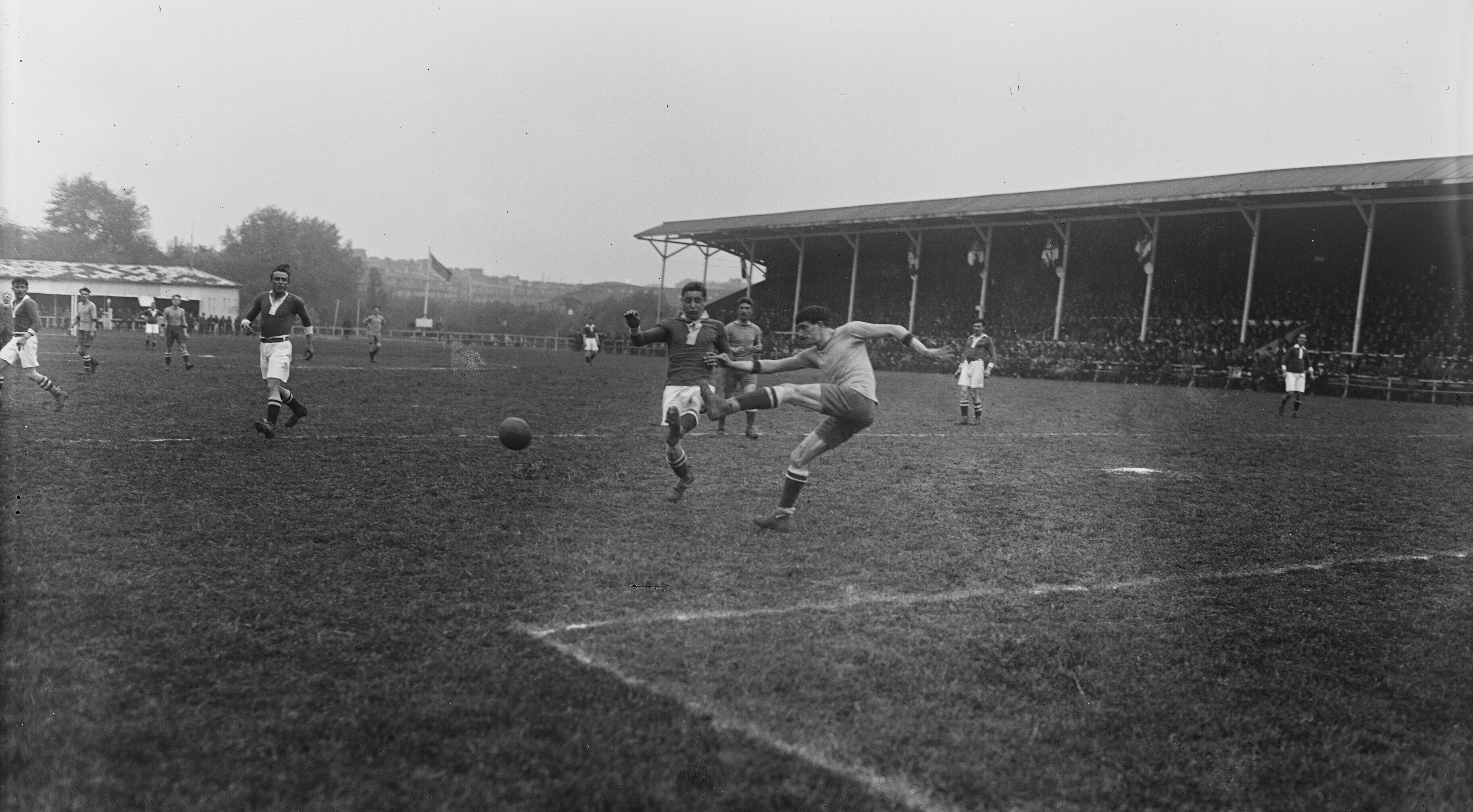
Action de jeu lors d'un match Olympique contre Red Star Club le 16 mai 1921.

Durant la saison 1920-1921, deux clubs laissent définitivement leur empreinte sur le football parisien, de laquelle naît une grande rivalité sportive : l'Olympique, et le Red Star Club. Le Red Star, champion en titre, joue à Saint-Ouen, au Nord de Paris. Il entre par conséquent en concurrence géographique directe avec l'Olympique pour ce qui est d'attirer des supporters. La mainmise des deux clubs est telle que sur l'année 1921, l'équipe de France est systématiquement constituée pour plus de la moitié de joueurs venant des deux clubs. Dans le championnat de Paris, les enjeux sportifs et financiers prennent de plus en plus d'importance. La presse n'hésite pas, en pleine période d'amateurisme marron, à qualifier la compétition de « championnat professionnel de Paris », alors que celle-ci reste officiellement sous statut amateur,. Si l'Olympique enlève le titre de champion de Paris 1921 au Red Star en terminant invaincu,, l'échéance la plus importante est bien la Coupe de France, alors considérée comme un véritable « championnat de France » en l'absence d'autre compétition nationale,. Les deux clubs arrivent en finale lors de l'édition 1920-1921. L’événement de la rencontre est le retour du populaire Pierre Chayriguès, le grand gardien du Red Star, blessé en août 1919 aux Jeux interalliés et absent depuis. Grâce aux nombreux arrêts de Chayriguès, dont un penalty repoussé, le Red Star remporte cette partie « belle, émouvante et angoissante » et empêche l'Olympique de réaliser le doublé Championnat-Coupe,,,,. L'Auto titre même « Chayriguès gagne la Coupe de France ».

#### L'Olympique poursuit sa rivalité avec le Red Star (1921-1925)
L'Olympique et le Red Star Club sont désormais installés au sommet du football parisien. Dans le championnat de Paris 1921-1922, après avoir chacun terminé premier de leur groupe, les deux clubs se retrouvent en finale au stade Pershing le 12 février 1922,. La rencontre tourne une nouvelle fois à l'avantage du Red Star, qui l'emporte par trois buts à zéro, la performance de son gardien Pierre Chayriguès étant une nouvelle fois saluée,,. L'Olympique ne se rattrapera pas avec la Coupe de France. Pourtant grand favori de l'épreuve, le club tombe en demi-finale face à un Stade rennais Université Club des grands jours et manque l'occasion de rejoindre une nouvelle fois le Red Star en finale,,,.
À Paris, la saison 1922-1923 se résume à un duel entre l'Olympique et le Red Star Club, déjà présentés dans la presse comme des « éternels rivaux ». De par la volonté des clubs, le système pyramidal est aboli et laisse place à des championnats fermés par affinité et  non officiels qui prennent chacun un nom différent,. Le champion de Paris sera dès lors officiellement désigné par le vainqueur de la Coupe de Paris. Les huit meilleurs clubs parisiens prennent part au Challenge des Dix. Sans surprise, l'Olympique et le Red Star creusent rapidement l'écart en tête du classement,. Lors des affrontements directs entre les deux équipes, la première manche tourne à l'avantage de l'Olympique, tandis que la deuxième, émaillée d'incidents, se termine sur un match nul,,,, ce qui suffit à l'Olympique pour remporter le Challenge. Les deux clubs se retrouvent également en Coupes. La demi-finale de la Coupe de France revient au Red Star, vainqueur un but à zéro d'un Olympique jugé « sans entente et sans aucun jeu d'équipe »,,, tandis que la Coupe de Paris, et donc le titre de champion de Paris, reviennent à l'Olympique, qui bat par deux buts à zéro en finale une équipe du Red Star où figurent trois remplaçants,.

Photographies de l'Olympique entre 1921 et 1925
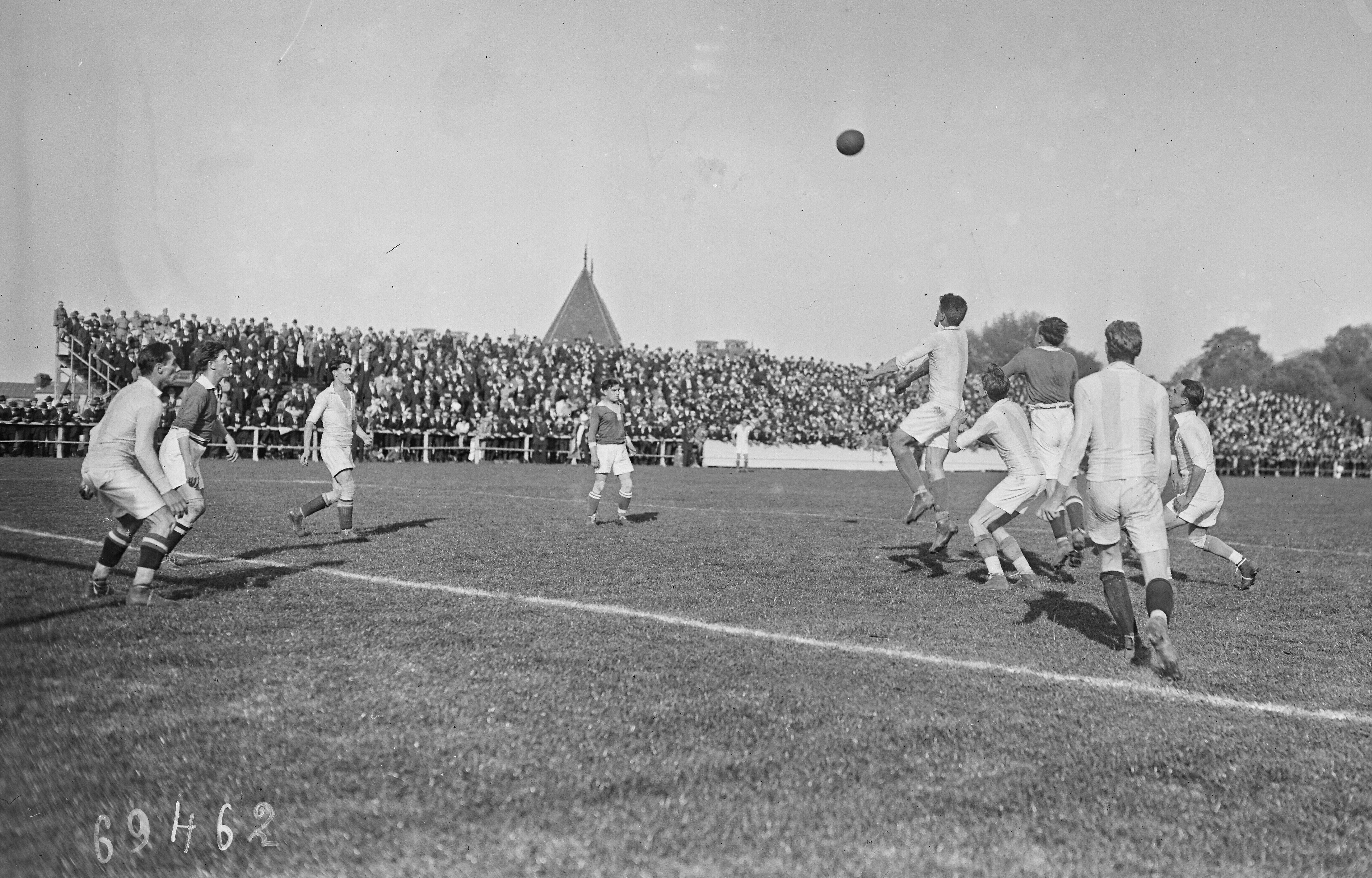
Action de jeu lors d'un match Olympique contre le CA Sports généraux le 9 octobre 1921.
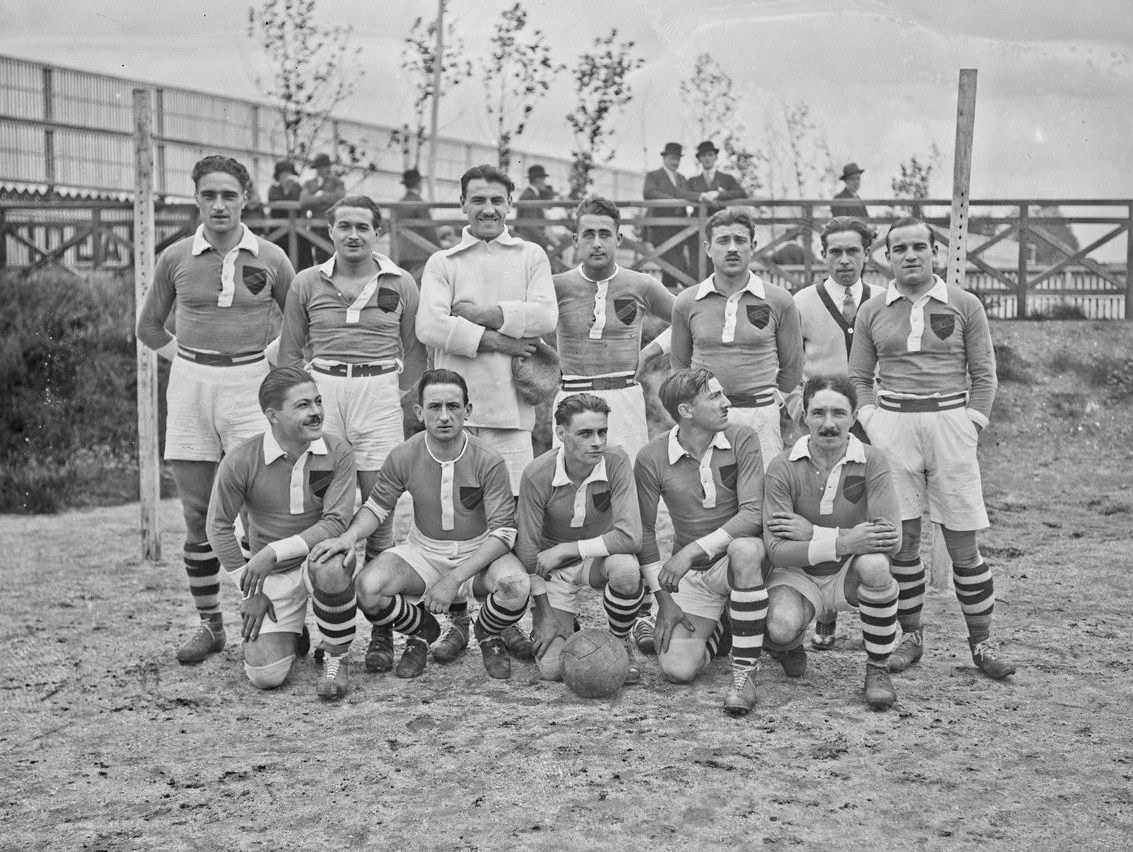
L'Olympique le 24 septembre 1922.
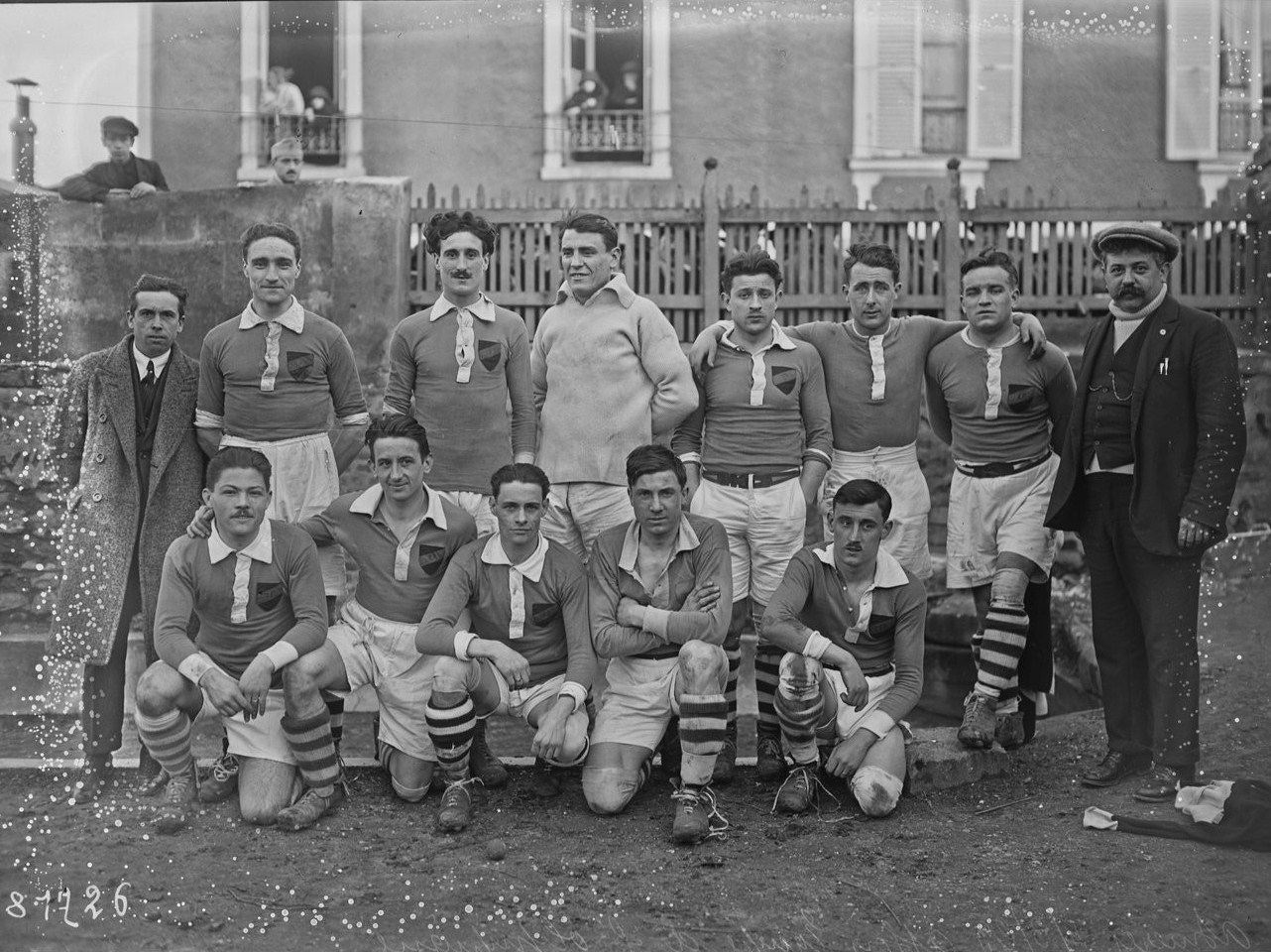
L'Olympique le 4 mars 1923.
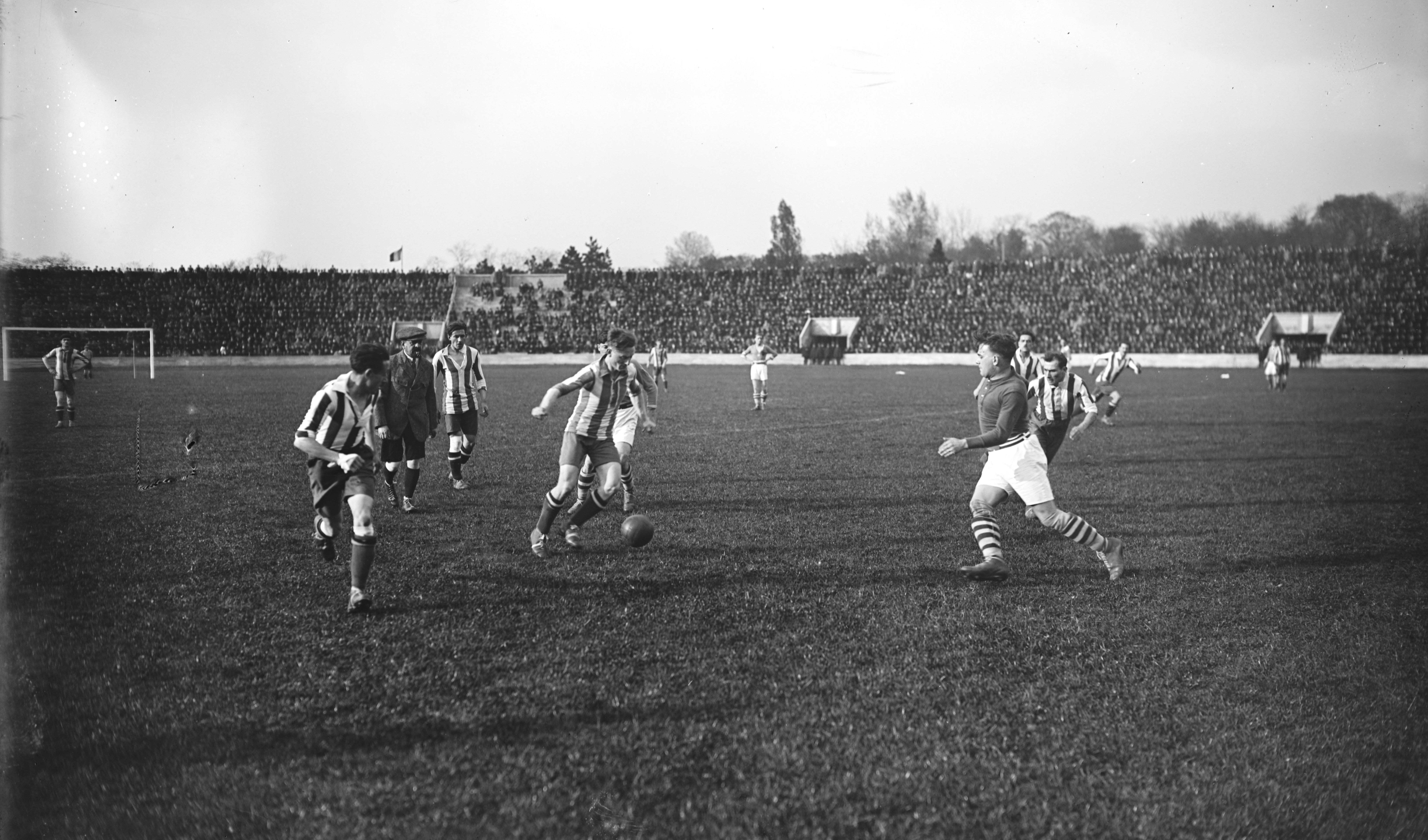
Action de jeu lors de la demi-finale de la Coupe de France 1922-1923 entre l'Olympique et le Red Star Club le 8 avril 1923.

Le Challenge des Dix est maintenu pour la saison 1923-1924, avec les mêmes clubs. Le hasard du calendrier oppose en dernière journée l'Olympique et le Red Star au stade Bergeyre dans un match décisif pour l'attribution du titre. La rencontre attire une foule considérable. Le stade Bergeyre, censé pouvoir contenir environ 15 000 spectateurs, se révèle trop petit et de nombreux spectateurs, ayant pourtant payé pour une place assise, doivent rester debout autour du terrain. Le duel tourne court. Après seulement dix minutes de jeu, Chayriguès, le gardien du Red Star, doit sortir, blessé à la suite d'une « charge un peu violente » de Jules Devaquez. Il est remplacé par l'arrière Maurice Meyer, qui encaisse trois buts, puis en deuxième mi-temps par l'avant Robert Clavel, qui en prend six. Finalement, l'Olympique écrase par neuf buts à un un Red Star « sans conviction » et « surtout préoccupé de venger le départ de son gardien de but », et s'adjuge de nouveau le Challenge des Dix,,.
La Ligue parisienne reprend l'organisation du championnat de Paris sous forme pyramidale pour la saison 1924-1925. L'Olympique, dont le niveau de jeu a baissé, notamment à cause du départ de Jules Devaquez pour l'Olympique de Marseille, est devancé dans son groupe par le Club français, mais assure son maintien en Division d'Honneur,. La saison se termine sans titre, avec une élimination en demi-finale de la Coupe de France par le Football Club rouennais dans un match de faible qualité,.

### La fin de l'Olympique (1925-1926)
L'entretien du stade Bergeyre coûte beaucoup d'argent à l'Olympique. Le sol de la butte, resté délicat, demande de constants et onéreux travaux de consolidation que le club ne parvient plus à financer. Dès 1924, il est question de le liquider, en même temps que se prépare le rachat de l'Olympique par le Red Star Club. En pleine crise du logement à Paris, provoquée par la raréfaction des terrains à bâtir, la famille de Gaston Sigrand, propriétaire du stade, vend ses terrains en 1926 à un lotisseur immobilier, Charles Pélissier, qui décide de démolir le stade pour ériger des logements, assorti du percement de nouvelles rues.
Le Red Star Club annonce le 28 avril 1926 sa fusion, préparée depuis deux ans, avec l'Olympique privé de stade. Dans la fusion, celui-ci lègue au Red Star ses couleurs (le vert, initialement celles du SC Vaugirard), son nom (le Red Star Club devenant Red Star Olympique) et quelques-uns de ses joueurs, comme Paul Baron, Louis Darques, Marcel Vignoli et Georges Stuttler,. De surcroit, la dernière saison de l'Olympique est délicate sur le plan sportif. Le club termine huitième et dernier du championnat de Paris de Division d'Honneur, une place qui aurait été synonyme de relégation en Promotion.
Le dernier match officiel de l'Olympique au stade Bergeyre a lieu le 28 février 1926. Le club bat le Club français par huit buts à deux, résultat considéré comme une surprise. Le dernier match officiel du club a lieu le 18 avril 1926. Il se solde par une défaite quatre buts à un contre le CA Sports généraux. L'Olympique joue une dernière fois le 23 mai 1926 au stade Bergeyre, où il est battu en finale d'un tournoi amical par Le Havre Athletic Club.
Le Red Star Olympique conserve ce nom jusqu'en 1967, date à laquelle il devient le Red Star Football Club à la suite d'une nouvelle fusion. Si le nom Olympique a disparu du nom du Red Star, celui-ci a néanmoins conservé la couleur verte de l'Olympique,.
Par ailleurs, il existe depuis 2008 à Pantin un « Olympique de Pantin », qui n'a aucun rapport avec le club développé dans cet article. Il s'agit dans les faits du Courtillières Football Club, club du quartier des Courtillières fondé en 1996, qui a pris le nom d'Olympique Football Club de Pantin en 2008,,. En 2019, le club fusionne avec le Club Multisports, un autre club de la ville, et prend le nom d'Olympique de Pantin. Cette fusion et ce changement de nom ont été poussé par la mairie de la ville, qui souhaitait communiquer sur une prétendue refondation de l'Olympique de Pantin (et ce alors qu'il n'a même jamais existé d'Olympique de Pantin, le nom du club ayant toujours été simplement Olympique),. Le club et la mairie cherchent depuis à s'attribuer la victoire de l'Olympique en Coupe de France.

## Structures et identité du club

### Stade
| \| Stade de Paris · (Red Star Club) Terrain de la rue Delizy · (Olympique) Stade Bergeyre · (Olympique) Stade des Suisses · (US suisse) \| Emplacement de stades parisiens. |
| Stade de Paris · (Red Star Club) Terrain de la rue Delizy · (Olympique) Stade Bergeyre · (Olympique) Stade des Suisses · (US suisse)                                        |

L'Olympique joue à Pantin de 1907 à 1918, d'abord sur le terrain de la Seigneurie, que le club loue à l'hospice propriétaire du domaine, puis à partir du 15 septembre 1912 sur le terrain clos de la rue Delizy, dont le club devient propriétaire, faisant ériger des tribunes,,.
Le club joue ensuite à Paris au stade Bergeyre, jusqu'à sa démolition en 1926. Sa capacité est évaluée à environ 15 000 spectateurs. Le club est propriétaire de son stade. Situé au Nord-Est de Paris, où réside une part importante d'ouvriers qui viennent encourager l'équipe locale, il est le plus fréquenté du département de la Seine au début des années 1920. Les rencontres de l'Olympique attirent régulièrement entre 1800 et 4000 spectateurs.

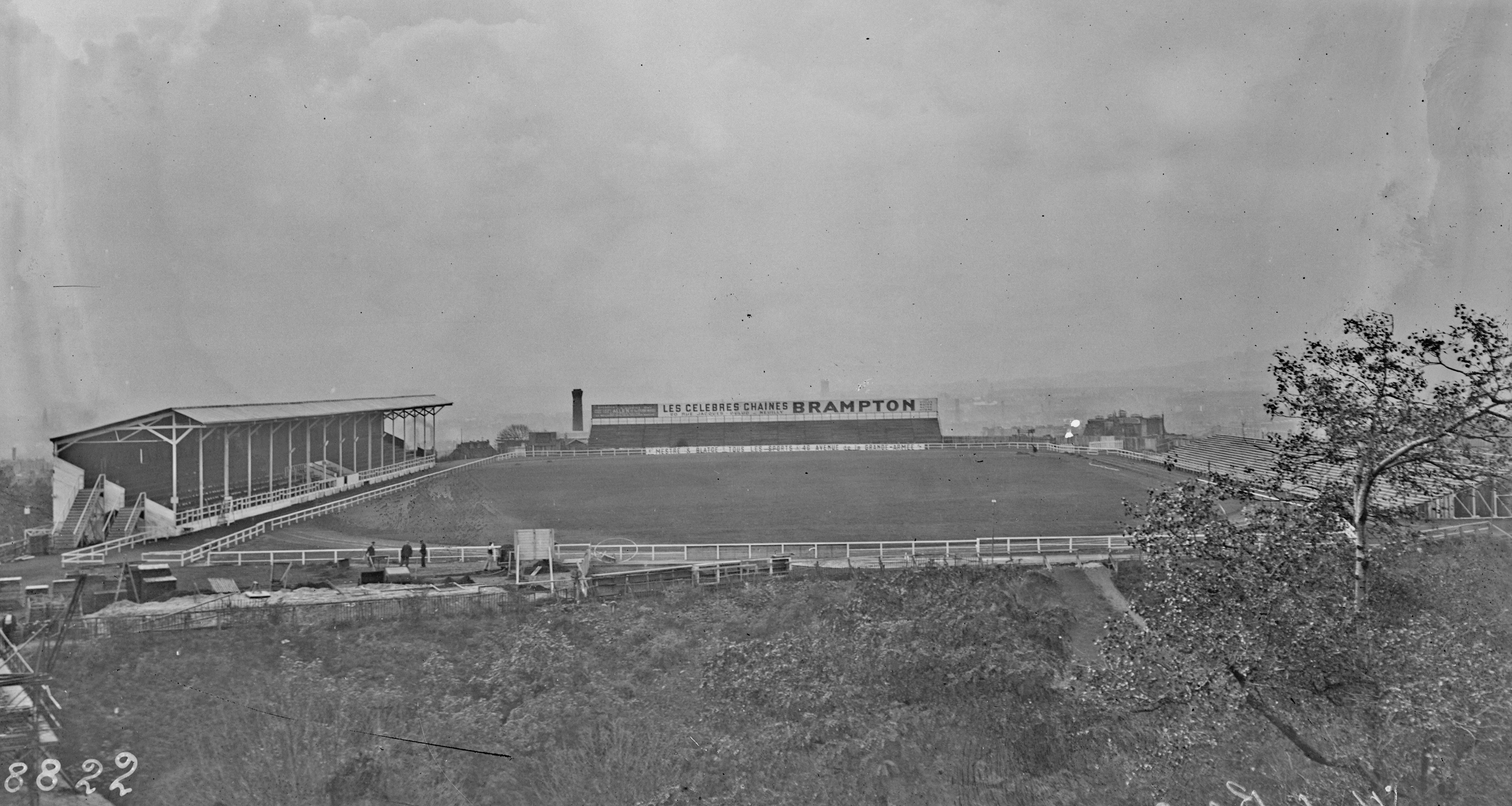
Vue panoramique du stade Bergeyre en 1922.

Néanmoins, l'Olympique doit faire face à une concurrence importante dans les secteurs du Nord et de l'Est de la capitale, avec le stade des Suisses de l'Union sportive suisse à Saint-Mandé, et surtout le Stade de Paris du Red Star Club à Saint-Ouen, club qui additionne les succès au début des années 1920. Cette concurrence et le coût d'entretien du stade engendrent un manque de rentabilité, qui poussent les propriétaires du stade à vendre le terrain du stade, amenant à la fin du club.
Une des raisons fondamentales de cet échec est induite par la capacité moyenne du stade Bergeyre. Au-delà de n'avoir pas su attirer suffisamment de public pour couvrir les dépenses, les propriétaires du stade se sont aussi retrouvés coincés entre deux modèles économiques plus performants : d'un côté les grands stades à très forte capacité d'accueil, comme le stade de Colombes du Racing Club de France et le Parc des Princes, d'une capacité d'environ 50 000 spectateurs en 1924 et suffisamment attractifs pour accueillir des matchs internationaux à forte recette ; et d'un autre côté les stades municipaux, qui ne pouvaient certes accueillir que quelques centaines de spectateurs mais qui ne nécessitaient que peu de frais d'entretien.

### Nom et couleurs
| Années · 1911–1918 | Finale Coupe de France 1918 | Années 1918–1926 |

L'Olympique est fondé en 1908 par fusion de l'Étoile sportive parisienne et de la Société athlétique de Pantin. En 1918, le club fusionne avec le Sporting Club de Vaugirard. Il conserve le nom d'Olympique, mais déménage de Pantin à Paris. Le SC Vaugirard, du nom de la rue de Vaugirard à Paris, est fondé en 1897 par des anciens membres du club scolaire de l'Union athlétique du Lycée Michelet. Il s'agit d'un club pratiquant l’athlétisme, la natation et le rugby, qui ne possède par conséquent pas d'équipe de football. Cette fusion permet à l'Olympique de devenir un grand club omnisports. Le club s'affilie à la Fédération française de football association dès sa création en juin 1919 et reçoit le numéro 28. En mai 1926, l'Olympique fusionne avec le Red Star Club pour former le Red Star Olympique, qui conserve le numéro 3 du Red Star Club,.
L'Olympique joue à l'origine avec un maillot grenat à parements or, un short blanc et des chaussettes noires,. Certaines sources indiquent par erreur que le club a disputé la finale de la Coupe de France 1917-1918 avec un maillot blanc,, se basant sur une photo qui a en réalité été prise lors du 16e de finale. Le club a dû en réalité changer son maillot grenat contre un maillot bleu, son adversaire, le Football Club de Lyon, conservant son maillot à damier rouge et blanc. Après sa fusion en 1918, le club adopte les couleurs du SC Vaugirard, à savoir maillot vert, short blanc et chaussettes noires. L'Olympique lègue ses couleurs lors de la fusion avec le Red Star Club en 1926, ce dernier jouant en vert depuis cette date.
|  |  | Société athlétique de Pantin 1904–1908 | Société athlétique de Pantin 1904–1908 | Société athlétique de Pantin 1904–1908 | Société athlétique de Pantin 1904–1908 | Société athlétique de Pantin 1904–1908 | Société athlétique de Pantin 1904–1908 |                          |                          |                          |                          |                          |                          | Étoile sportive parisienne vers 1902–1908 | Étoile sportive parisienne vers 1902–1908 | Étoile sportive parisienne vers 1902–1908 | Étoile sportive parisienne vers 1902–1908 | Étoile sportive parisienne vers 1902–1908 | Étoile sportive parisienne vers 1902–1908 |                                      |                                      |                                      |                                      |                                      |                                      |  |  |                                  |                             |                             |                             |                             |                             |  |  |  |  |
|  |  | Société athlétique de Pantin 1904–1908 | Société athlétique de Pantin 1904–1908 | Société athlétique de Pantin 1904–1908 | Société athlétique de Pantin 1904–1908 | Société athlétique de Pantin 1904–1908 | Société athlétique de Pantin 1904–1908 |                          |                          |                          |                          |                          |                          | Étoile sportive parisienne vers 1902–1908 | Étoile sportive parisienne vers 1902–1908 | Étoile sportive parisienne vers 1902–1908 | Étoile sportive parisienne vers 1902–1908 | Étoile sportive parisienne vers 1902–1908 | Étoile sportive parisienne vers 1902–1908 |                                      |                                      |                                      |                                      |                                      |                                      |  |  |                                  |                             |                             |                             |                             |                             |  |  |  |  |
|  |  |                                        |                                        |                                        |                                        |                                        |                                        | Olympique 1908–1926 n°28 | Olympique 1908–1926 n°28 | Olympique 1908–1926 n°28 | Olympique 1908–1926 n°28 | Olympique 1908–1926 n°28 | Olympique 1908–1926 n°28 |                                           |                                           |                                           |                                           |                                           |                                           | Sporting Club de Vaugirard 1897–1918 | Sporting Club de Vaugirard 1897–1918 | Sporting Club de Vaugirard 1897–1918 | Sporting Club de Vaugirard 1897–1918 | Sporting Club de Vaugirard 1897–1918 | Sporting Club de Vaugirard 1897–1918 |  |  | Red Star Club 1897–1926 n°3      | Red Star Club 1897–1926 n°3 | Red Star Club 1897–1926 n°3 | Red Star Club 1897–1926 n°3 | Red Star Club 1897–1926 n°3 | Red Star Club 1897–1926 n°3 |  |  |  |  |
|  |  |                                        |                                        |                                        |                                        |                                        |                                        | Olympique 1908–1926 n°28 | Olympique 1908–1926 n°28 | Olympique 1908–1926 n°28 | Olympique 1908–1926 n°28 | Olympique 1908–1926 n°28 | Olympique 1908–1926 n°28 |                                           |                                           |                                           |                                           |                                           |                                           | Sporting Club de Vaugirard 1897–1918 | Sporting Club de Vaugirard 1897–1918 | Sporting Club de Vaugirard 1897–1918 | Sporting Club de Vaugirard 1897–1918 | Sporting Club de Vaugirard 1897–1918 | Sporting Club de Vaugirard 1897–1918 |  |  | Red Star Club 1897–1926 n°3      | Red Star Club 1897–1926 n°3 | Red Star Club 1897–1926 n°3 | Red Star Club 1897–1926 n°3 | Red Star Club 1897–1926 n°3 | Red Star Club 1897–1926 n°3 |  |  |  |  |
|  |  |                                        |                                        |                                        |                                        |                                        |                                        |                          |                          |                          |                          |                          |                          |                                           |                                           |                                           |                                           |                                           |                                           |                                      |                                      |                                      |                                      |                                      |                                      |  |  |                                  |                             |                             |                             |                             |                             |  |  |  |  |
|  |  |                                        |                                        |                                        |                                        |                                        |                                        |                          |                          |                          |                          |                          |                          |                                           |                                           |                                           |                                           |                                           |                                           |                                      |                                      |                                      |                                      |                                      |                                      |  |  |                                  |                             |                             |                             |                             |                             |  |  |  |  |
|  |  |                                        |                                        |                                        |                                        |                                        |                                        |                          |                          |                          |                          |                          |                          |                                           |                                           |                                           |                                           |                                           |                                           |                                      |                                      |                                      |                                      |                                      |                                      |  |  |                                  |                             |                             |                             |                             |                             |  |  |  |  |
|  |  |                                        |                                        |                                        |                                        |                                        |                                        |                          |                          |                          |                          |                          |                          |                                           |                                           |                                           |                                           |                                           |                                           |                                      |                                      |                                      |                                      |                                      |                                      |  |  |                                  |                             |                             |                             |                             |                             |  |  |  |  |
|  |  |                                        |                                        |                                        |                                        |                                        |                                        |                          |                          |                          |                          |                          |                          |                                           |                                           |                                           |                                           |                                           |                                           |                                      |                                      |                                      |                                      |                                      |                                      |  |  |                                  |                             |                             |                             |                             |                             |  |  |  |  |
|  |  |                                        |                                        |                                        |                                        |                                        |                                        |                          |                          |                          |                          |                          |                          |                                           |                                           |                                           |                                           |                                           |                                           |                                      |                                      |                                      |                                      |                                      |                                      |  |  | Red Star Olympique 1926–1946 n°3 |                             |                             |                             |                             |                             |  |  |  |  |
|  |  |                                        |                                        |                                        |                                        |                                        |                                        |                          |                          |                          |                          |                          |                          |                                           |                                           |                                           |                                           |                                           |                                           |                                      |                                      |                                      |                                      |                                      |                                      |  |  |                                  |                             |                             |                             |                             |                             |  |  |  |  |

### Un club à dimension internationale
L'Olympique participe à une trentaine de matchs internationaux entre 1920 et 1926, dont la plupart ont lieu au stade Bergeyre. Le club affronte parmi les meilleurs clubs de Belgique (Beerschot AC, Royal Antwerp FC, Royal Daring Club de Bruxelles, Royal CS brugeois, SC anderlechtois), des Pays-Bas (HBS, SBV Excelsior, Willem II, NAC Breda), de Suisse (FC Étoile, FC Lucerne, Lausanne-Sports, Young Fellows Zurich, BSC Old Boys, Grasshopper Club Zurich), d'Italie (FC Torino), d'Espagne (Real Unión Club,), d'Angleterre (Clapton Orient), de Tchécoslovaquie (Karlsbader FK (de)) ou encore d'Allemagne (KSG Freiburg, Greuther Fürth).
La plupart de ces matchs ont lieu lors de tournois organisés conjointement avec le rival du Red Star Club. Ils sont planifiés soit au stade Bergeyre, soit au stade de Paris, lors d'occasions spéciales comme Pâques, la Pentecôte, Noël ou le Nouvel An, et sont notamment l'occasion pour les spectateurs d'assister à deux matchs de football dans la même journée et à des rencontres internationales de qualités en l'absence de compétitions européennes,,,,,,,.

Photographies de l'Olympique lors de matchs internationaux
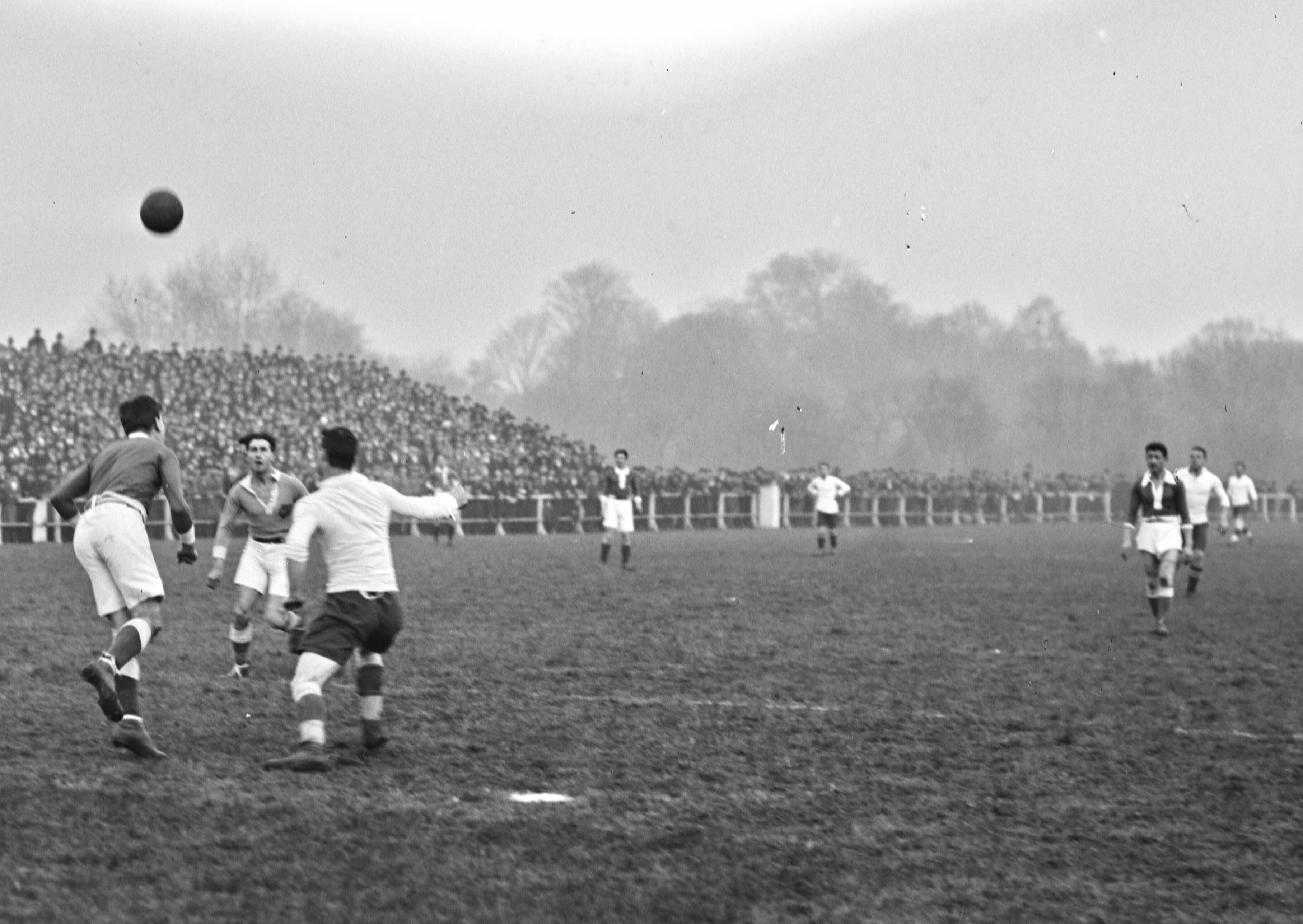
Action de jeu lors d'un match entre l'Olympique et le Real Unión Club le 25 décembre 1920.
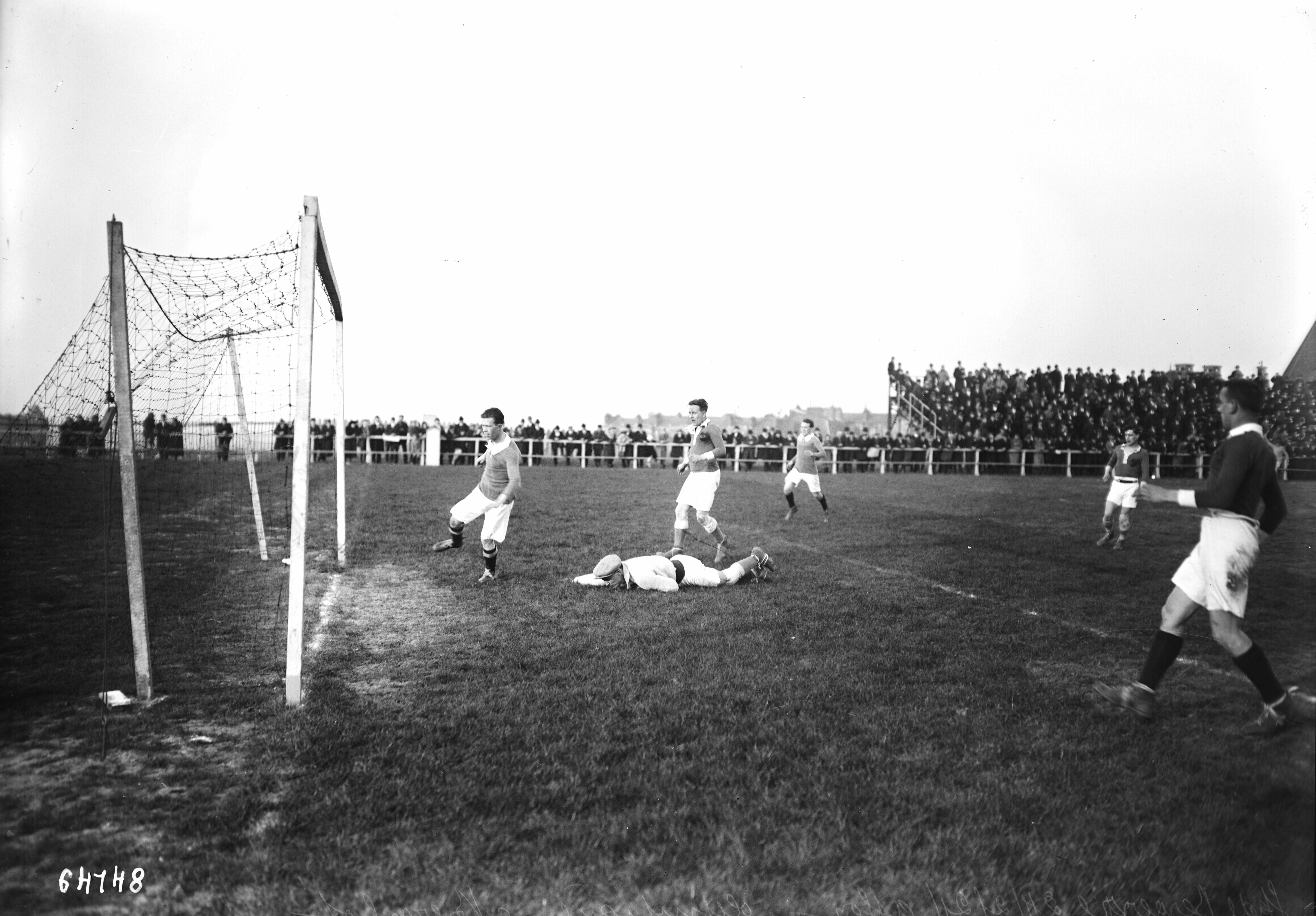
Action de jeu lors d'un match entre l'Olympique et le Beerschot AC le 27 février 1921.
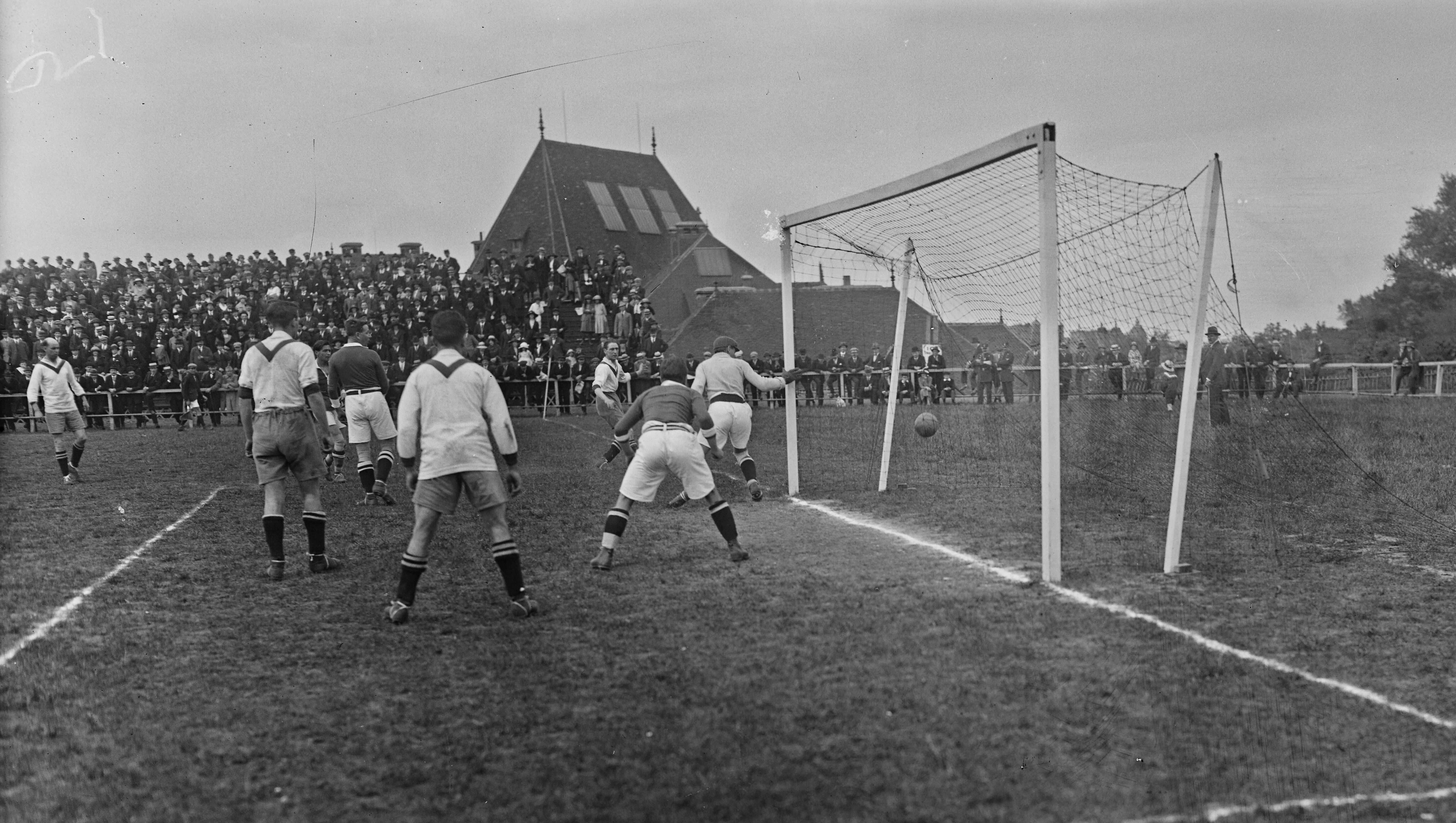
Action de jeu lors d'un match entre l'Olympique et Clapton Orient le 15 mai 1921.
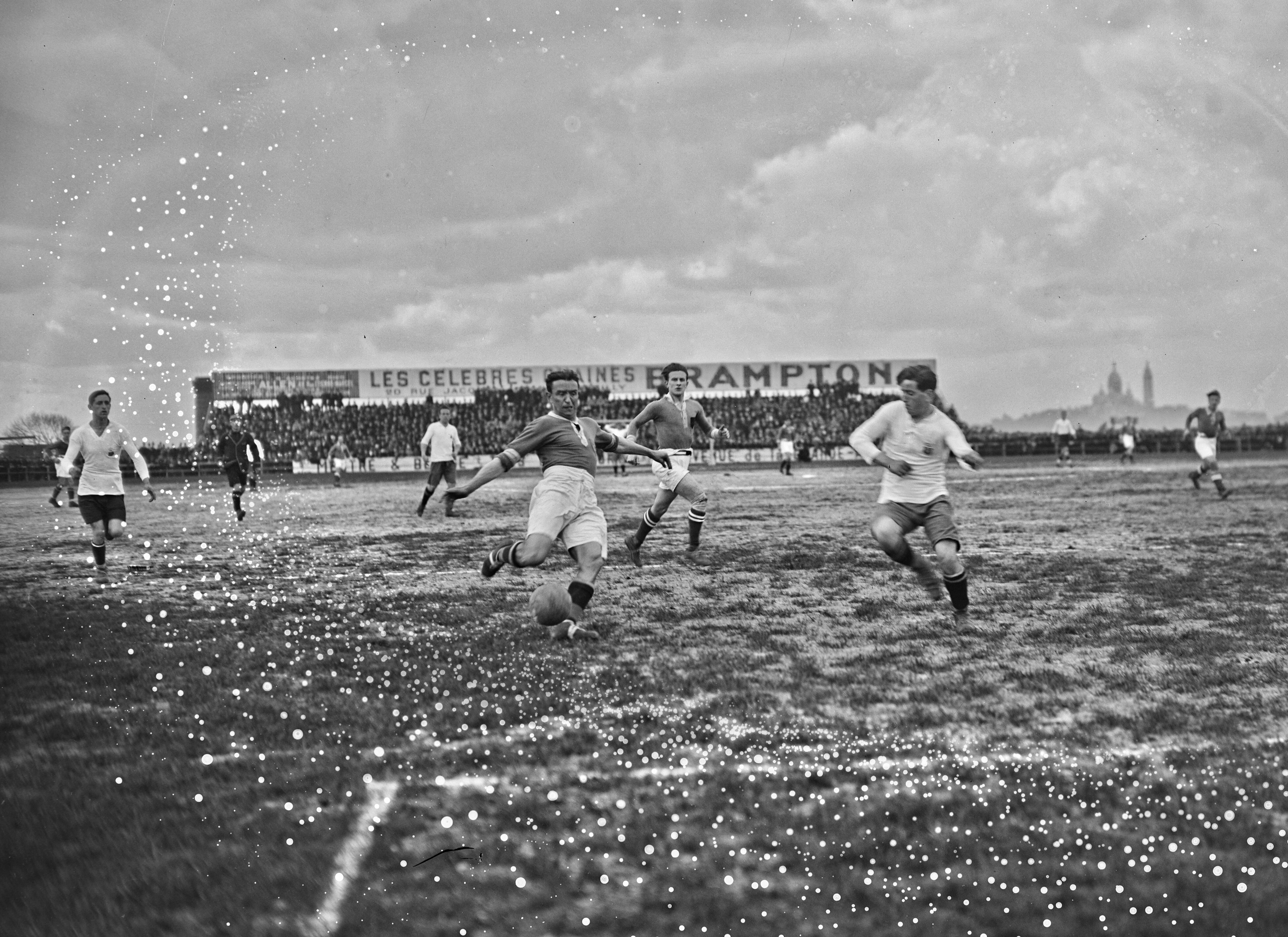
Action de jeu lors d'un match entre l'Olympique et le Real Unión Club le 16 avril 1922.
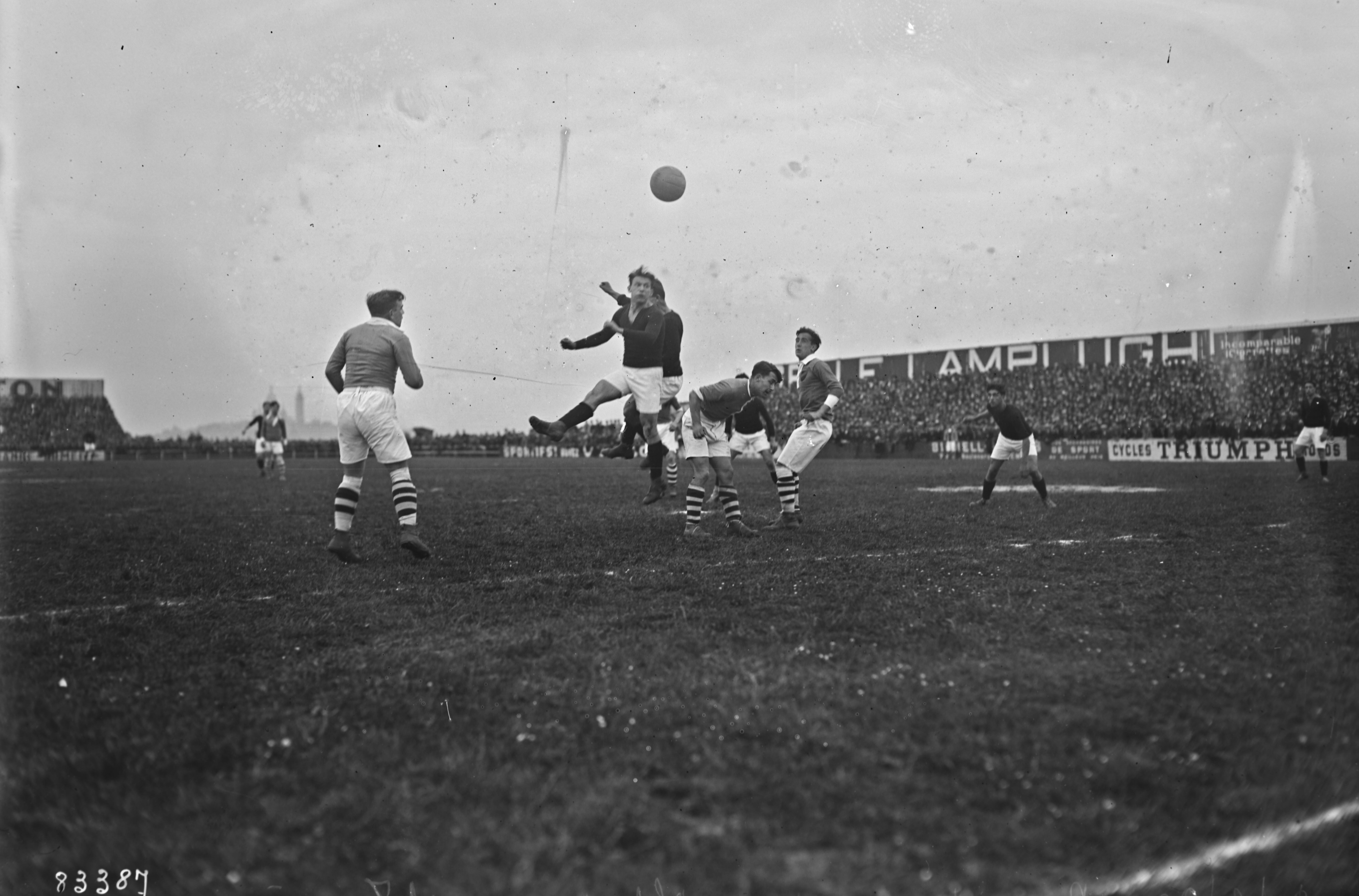
Action de jeu lors d'un match entre l'Olympique et le FC Torino le 20 mai 1923.

### Équipe féminine et autres sports
À partir de la saison 1922-1923, l'Olympique engage une équipe féminine dans le championnat de France organisé depuis 1919 par la Fédération des sociétés féminines sportives de France (FSFSF),. Alors que la plupart des participants sont des clubs omnisports exclusivement féminins comme Femina Sport, l'En Avant ou les Sportives, l'Olympique est le seul grand club parisien à engager ainsi une équipe masculine et une équipe féminine en championnat. L'Olympique atteint la finale du championnat de Paris en 1924 et en 1925, et surtout remporte en 1925 la Coupe de France, alors appelée Coupe « La française », en battant en finale Nova Femina par deux buts à un après prolongation grâce à un doublé de Mlle Gentil.
L'Olympique a possédé une section de rugby à XV à partir de 1918, date de sa fusion avec le Sporting Club de Vaugirard, qui lui apporte alors son équipe de rugby. Le club participe pendant cinq ans au championnat de France, entre les saisons 1919-1920 et 1923-1924. L'équipe poursuit à partir de 1926 sous le nom de Red Star Olympique après la fusion entre l'Olympique et le Red Star Club. Alors que l'équipe de football du Red Star Olympique a changé de nom et fusionné avec d'autres clubs à plusieurs reprises, la section de rugby a conservé ce nom. Elle se détache de la structure omnisports du Red Star en 2006 et poursuit depuis cette date sous le nom de Red Star Olympique Rugby,.

Photographies des autres équipes de l'Olympique
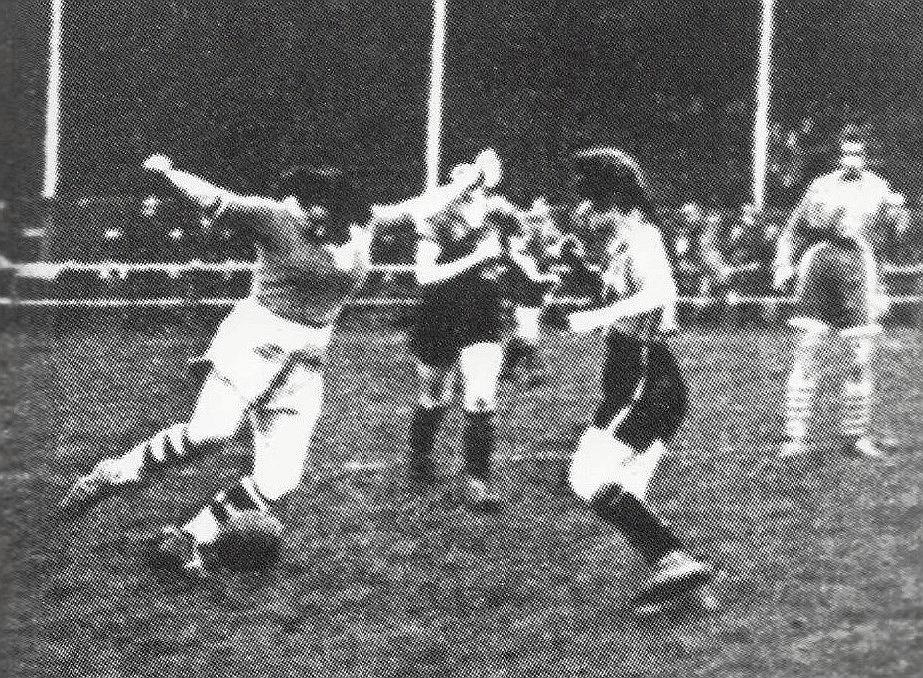
Violette Morris avec l'Olympique, au début des années 1920.
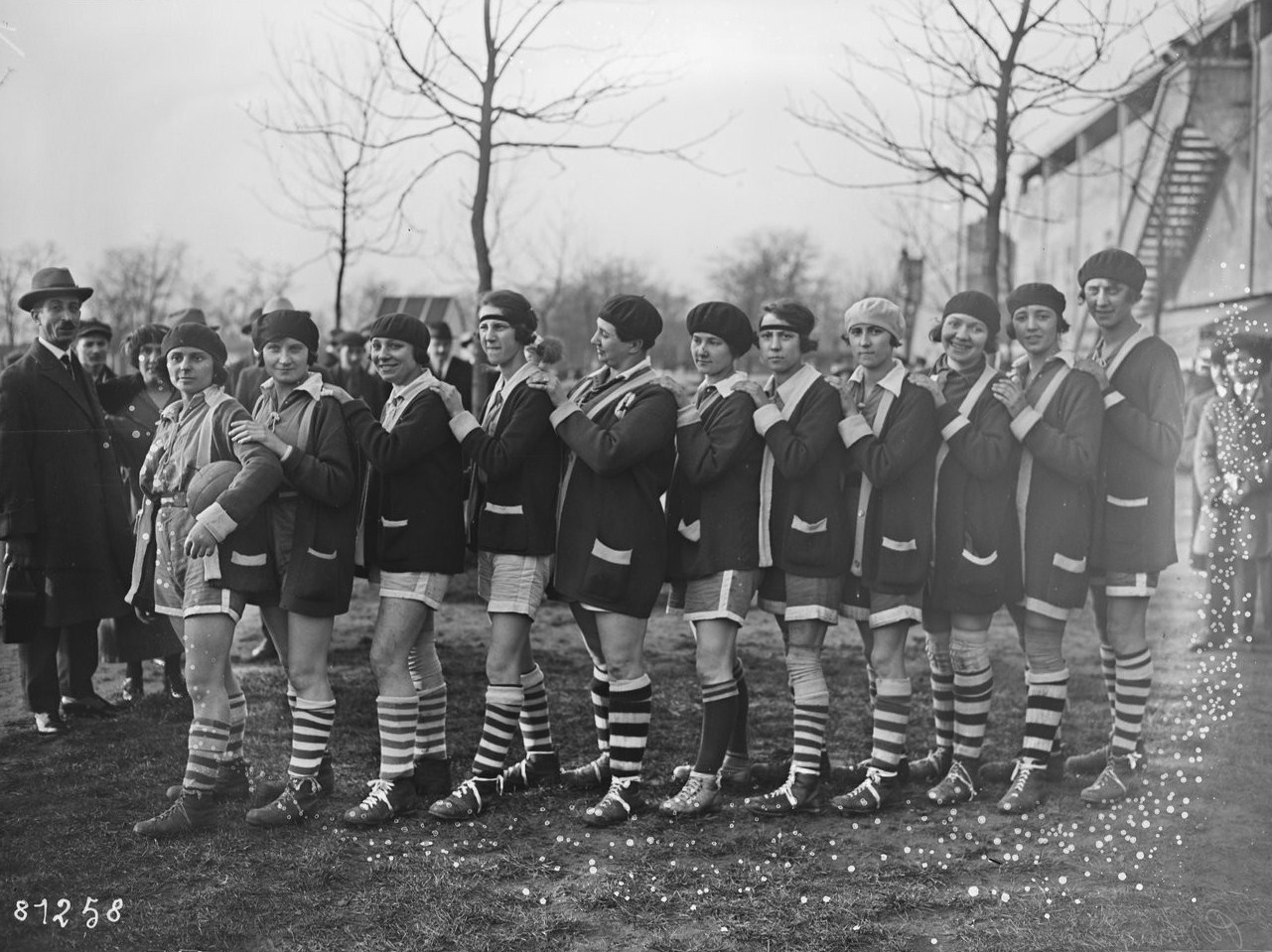
L'équipe féminine de football de Olympique le 11 février 1922.
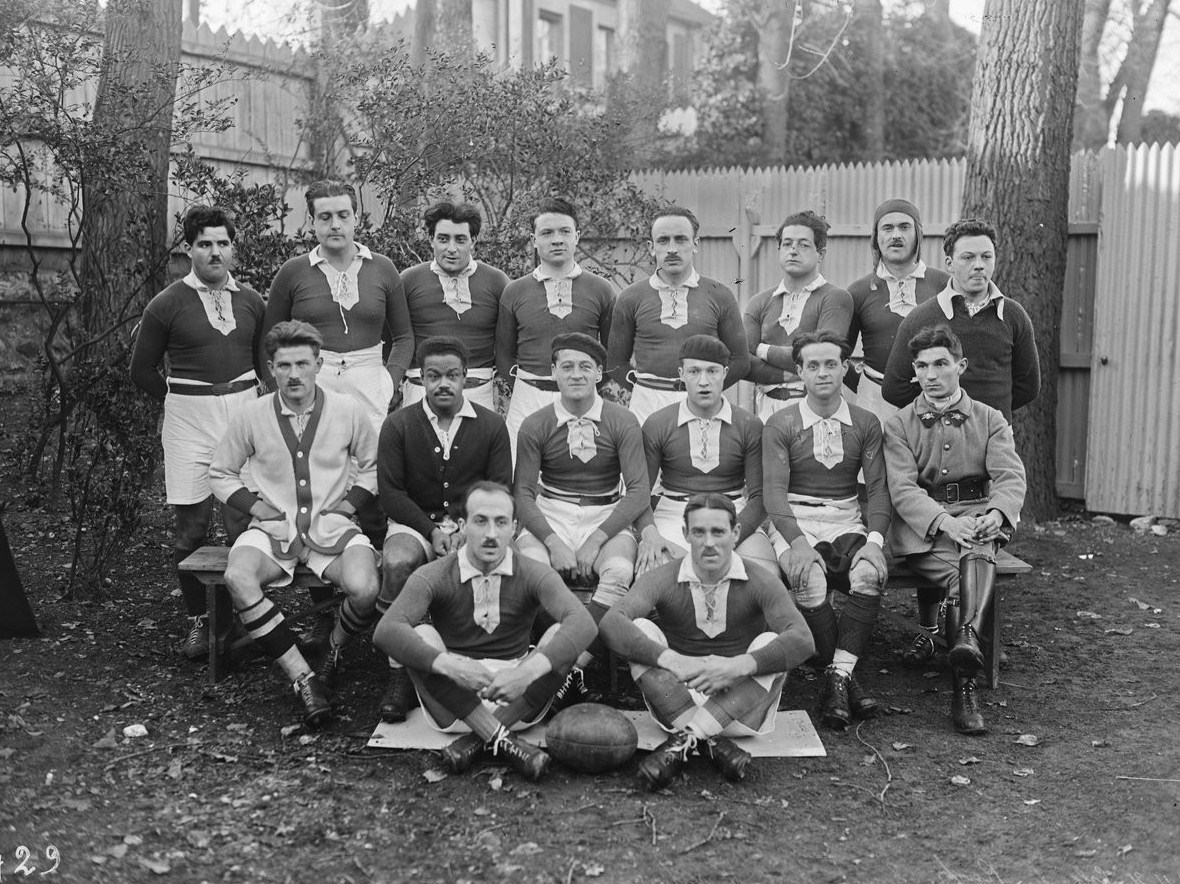
L'équipe de rugby de l'Olympique le 27 novembre 1921.

## Résultats sportifs

### Palmarès
L'Olympique a disputé l'essentiel de ses saisons à une époque où la seule compétition nationale est la Coupe de France. Il en devient le premier vainqueur en 1918, et termine finaliste en 1919 et 1921. Auparavant, le club devient officieusement champion de France en remportant le Trophée de France en 1916, alors appelé Coupe de France,.
L'Olympique remporte à trois reprises le Challenge de la Renommée entre 1915 et 1917, organisé par la Ligue de football association en remplacement de son championnat pendant la Première Guerre mondiale. Sa victoire en 1916 lui permet de se qualifier pour la Coupe de France. Après la création de la Fédération française de football association et la transformation de la LFA en Ligue parisienne de football association, le club remporte une fois le prestigieux championnat de Paris, en 1921, et les deux Challenges des Dix, mis en place en 1923 et 1924 en remplacement du championnat pyramidal. À cela s'ajoute une Coupe de Paris, gagnée en 1923.
L'Olympique est le club français le plus titré sur la période 1914-1924 avec le Red Star Club, avec lequel il fusionne pourtant en 1926.
| Compétitions nationales                                                                                                   | Compétitions régionales |
| --- | --- |
| Coupes - Coupe de France (1) - Vainqueur : 1918 - Finaliste : 1919 et 1921 - Coupe de France (1916)(1) - Vainqueur : 1916 | Championnats - Championnat de Paris (2) - Champion : 1921, 1923 - Vice-champion : 1922 - Challenge des Dix(2) - Vainqueur : 1923 et 1924 - Challenge de la Renommée (3) - Vainqueur : 1915, 1916 et 1917 Coupes - Coupe de Paris (1) - Vainqueur : 1923 |

### Bilan saison par saison
Le tableau suivant présente le bilan saison par saison de l'Olympique, depuis sa première saison en 1908-1909 jusqu'à sa dernière en 1925-1926.
| Saison                                              | Championnat                          | Div. | Clas.  | Pts | J  | V | N | D | Bp | Bc | Diff | Coupe de France |
| --------------------------------------------------- | ------------------------------------ | ---- | ------ | --- | -- | - | - | - | -- | -- | ---- | --------------- |
| Union des sociétés françaises de sports athlétiques |                                      |      |        |     |    |   |   |   |    |    |      |                 |
| 1908-1909                                           | 2e série                             | 2    | ?      |     |    |   |   |   |    |    |      | -               |
| 1909-1910                                           | 2e série                             | 2    | ?      |     |    |   |   |   |    |    |      | -               |
| 1910-1911                                           | 2e série                             | 2    | ?      |     |    |   |   |   |    |    |      | -               |
| Ligue de football association                       |                                      |      |        |     |    |   |   |   |    |    |      |                 |
| 1911-1912                                           | 1er série                            | 1    | ? / 8  |     |    |   |   |   |    |    |      | -               |
| 1912-1913                                           | 1er série                            | 1    | 6 / 10 | 37  | 18 | 8 | 3 | 7 |    |    |      | -               |
| 1913-1914                                           | 1er série                            | 1    | 4 / 8  | 17  | 14 | 8 | 1 | 5 | 34 | 26 | +8   | -               |
| 1914-1915                                           | Challenge de la Renommée             | –    | 1      |     |    |   |   |   |    |    |      | -               |
| 1915-1916                                           | Challenge de la Renommée             | –    | 1      |     |    |   |   |   |    |    |      | Victoire        |
| 1916-1917                                           | Challenge de la Renommée             | –    | 1      |     |    |   |   |   |    |    |      | -               |
| 1917-1918                                           | Challenge de la Renommée             | –    | ?      |     |    |   |   |   |    |    |      | Victoire        |
| 1918-1919                                           | Challenge de la Renommée             | –    | ?      |     |    |   |   |   |    |    |      | Finale          |
| Fédération française de football association        |                                      |      |        |     |    |   |   |   |    |    |      |                 |
| 1919-1920                                           | 1er série, groupe A (Paris)          | 1    | ? / 10 |     | 18 |   |   |   |    |    |      | 8e de finale    |
| 1920-1921                                           | 1er série (Paris)                    | 1    | 1 / 9  |     | 16 |   |   |   |    |    |      | Finale          |
| 1921-1922                                           | Division 1, District B (Paris)       | 1    | 1 / 6  | 18  | 10 |   |   |   |    |    |      | Demi-finale     |
| 1921-1922                                           | Finale                               | –    | 2 / 2  | –   | 1  | 0 | 0 | 1 | 0  | 3  | -3   | Demi-finale     |
| 1922-1923                                           | Challenge des Dix (Paris)            | –    | 1 / 8  |     | 14 |   |   |   |    |    |      | Demi-finale     |
| 1923-1924                                           | Challenge des Dix (Paris)            | –    | 1 / 8  |     | 10 |   |   |   |    |    |      | Quart de finale |
| 1924-1925                                           | Division d'Honneur, groupe B (Paris) | 1    | 2 / 9  | 21  | 16 |   |   |   |    |    |      | Demi-finale     |
| 1925-1926                                           | Division d'Honneur (Paris)           | 1    | 8 / 8  | 23  | 14 | 3 | 3 | 8 |    |    |      | 32e de finale   |

|  | Champion ou vainqueur      |
|  | Vice-champion ou finaliste |
|  | Qualifié                   |
|  | Relégué                    |

## Personnalités

### Dirigeants
Entre 1911 et 1914, un seul membre de l'Olympique, L. Berson, a siégé à la Ligue de football association, en tant que simple membre du comité. Le grand dirigeant du club dans les années 1910 est Gabriel Balestra, d'abord joueur au club. Il fait doter le terrain de la rue Delizy de tribunes en 1913. Lors de la saison 1917-1918, à la suite de la victoire du club lors de la Coupe de France 1917-1918, il reçoit en tant que président le trophée de la part de Paul Michaux, président de la FGSPF.

### Joueurs
| Joueur           | Sél. | Période   | Tot. |
| ---------------- | ---- | --------- | ---- |
| Fernand Faroux   | 1    | 1912      | 1    |
| Émile Fiévet     | 1    | 1912      | 1    |
| Jean Picy        | 1    | 1914      | 1    |
| Louis Darques    | 9    | 1919-1923 | 9    |
| Maurice Cottenet | 15   | 1920-1926 | 18   |
| Jules Devaquez   | 22   | 1920-1924 | 41   |
| Eugène Langenove | 2    | 1921      | 2    |
| Louis Mistral    | 3    | 1921-1923 | 5    |
| Antoine Rouchès  | 1    | 1921      | 1    |
| Paul Baron       | 1    | 1923      | 1    |
| Ernest Clère     | 1    | 1924      | 1    |
| Robert Dufour    | 1    | 1924      | 1    |
| Marcel Vignoli   | 2    | 1925      | 2    |
| Georges Stuttler | 1    | 1926      | 1    |

Les bonnes performances de l'Olympique ont permis à quatorze de ses joueurs d'intégrer l'équipe de France. Les deux premiers sont Fernand Faroux et Émile Fiévet, sélectionnés en 1912 contre l'Italie pour une victoire importante pour le football français, suivis par la sélection de Jean Picy en 1914. De plus, Émile Fiévet participe aux deux finales de Coupe de France en 1918 et 1919.

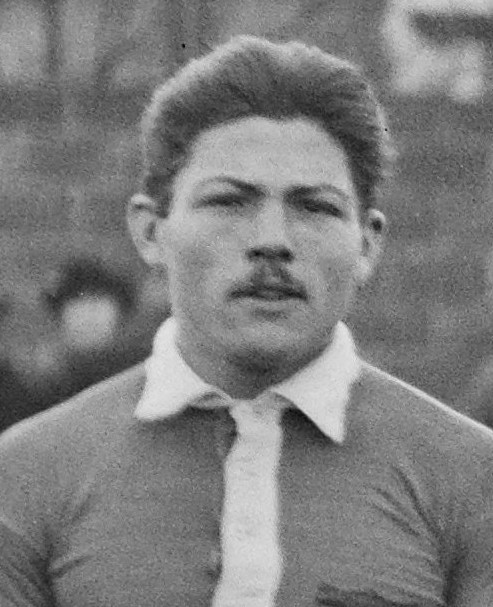
Jules Devaquez en 1920 sous le maillot de l'Olympique.

Entre 1918 et 1924, l'Olympique construit ses succès autour de ses trois vedettes : l'ailier droit Jules Devaquez, l'inter gauche Louis Darques et le gardien Maurice Cottenet. Ils totalisent à eux trois quarante-six sélections en équipe de France en tant que joueurs de l'Olympique. Devaquez et Darques sont de tous les succès du club. Joueur de 1916 à 1924, Jules Devaquez part ensuite à l'Olympique de Marseille, avec lequel il remporte deux nouvelles Coupe de France. Il porte le record de sélections en équipe de France en 1929 à quarante-et-une, record qui ne sera battu qu'en 1938 par Étienne Mattler. Après la fusion avec le Red Star Club en 1926, Louis Darques poursuit avec le Red Star Olympique. Maurice Cottenet, gardien de 1920 à 1926, réussit à supplanter le grand Pierre Chayriguès au poste de gardien de l'équipe de France.
L'inter droit Paul Landauer participe aux trois finales de Coupe de France de l'Olympique, formant une aile droite redoutable avec Jules Devaquez. Le reste de l'équipe s'articule autour de joueurs comme le demi belge Henk Van Steck, présent lors des deux premières finales de Coupe de France, l'arrière droit Eugène Langenove, qui deviendra le premier français à jouer en Angleterre en Football League, ou encore les demis Louis Mistral, Paul Baron, futur entraineur assistant de l'équipe de France entre 1950 et 1951 et futur entraineur du Red Star Olympique, et Antoine Parachini, qui connaitra la sélection sous les couleurs du Football Club de Cette.

Compositions d'équipes de l'Olympique
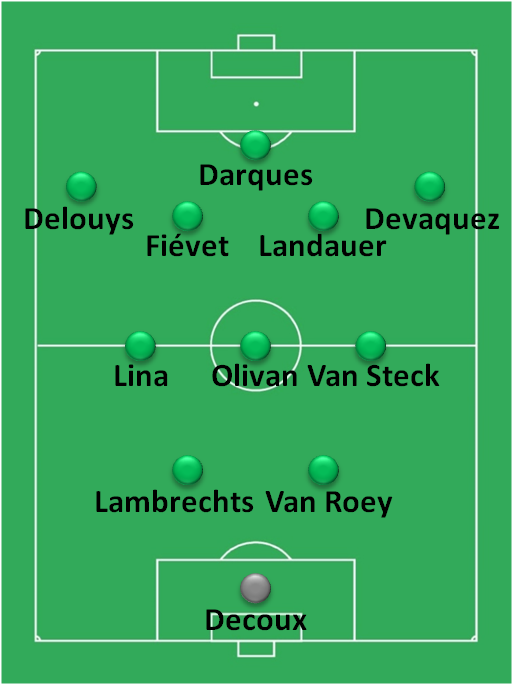
Finale de la Coupe de France 1917-1918
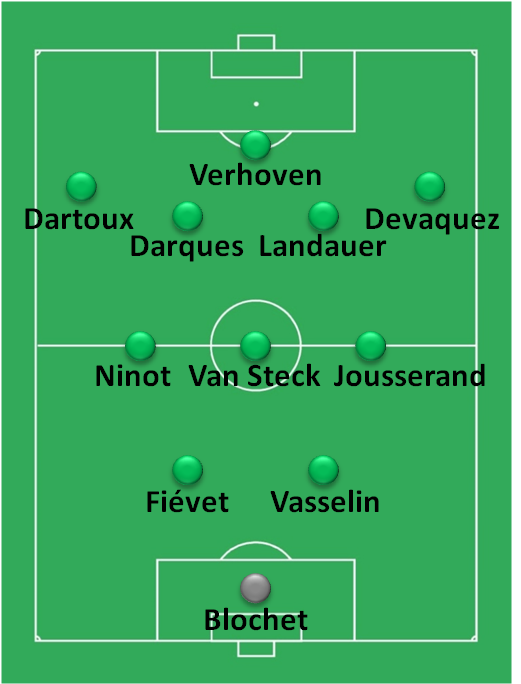
Finale de la Coupe de France 1918-1919
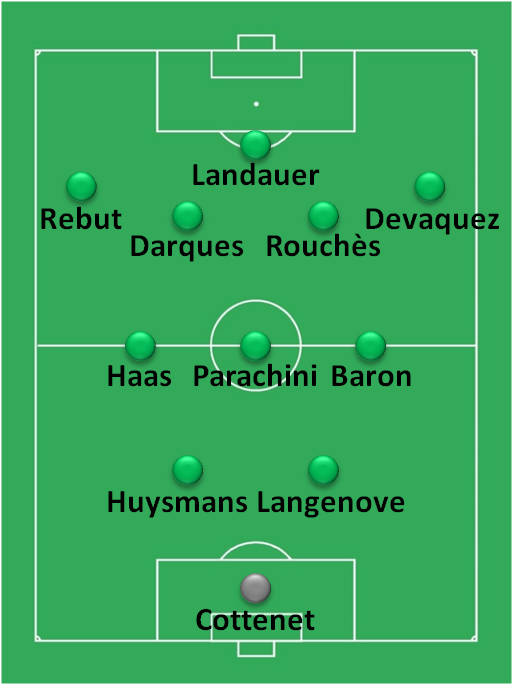
Finale de la Coupe de France 1920-1921
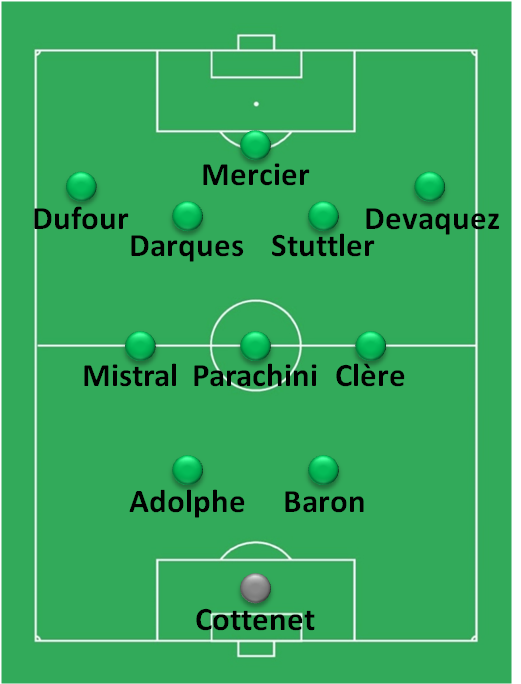
Demi-finale de la Coupe de France 1922-1923